# Biserica reformată din Bonțida

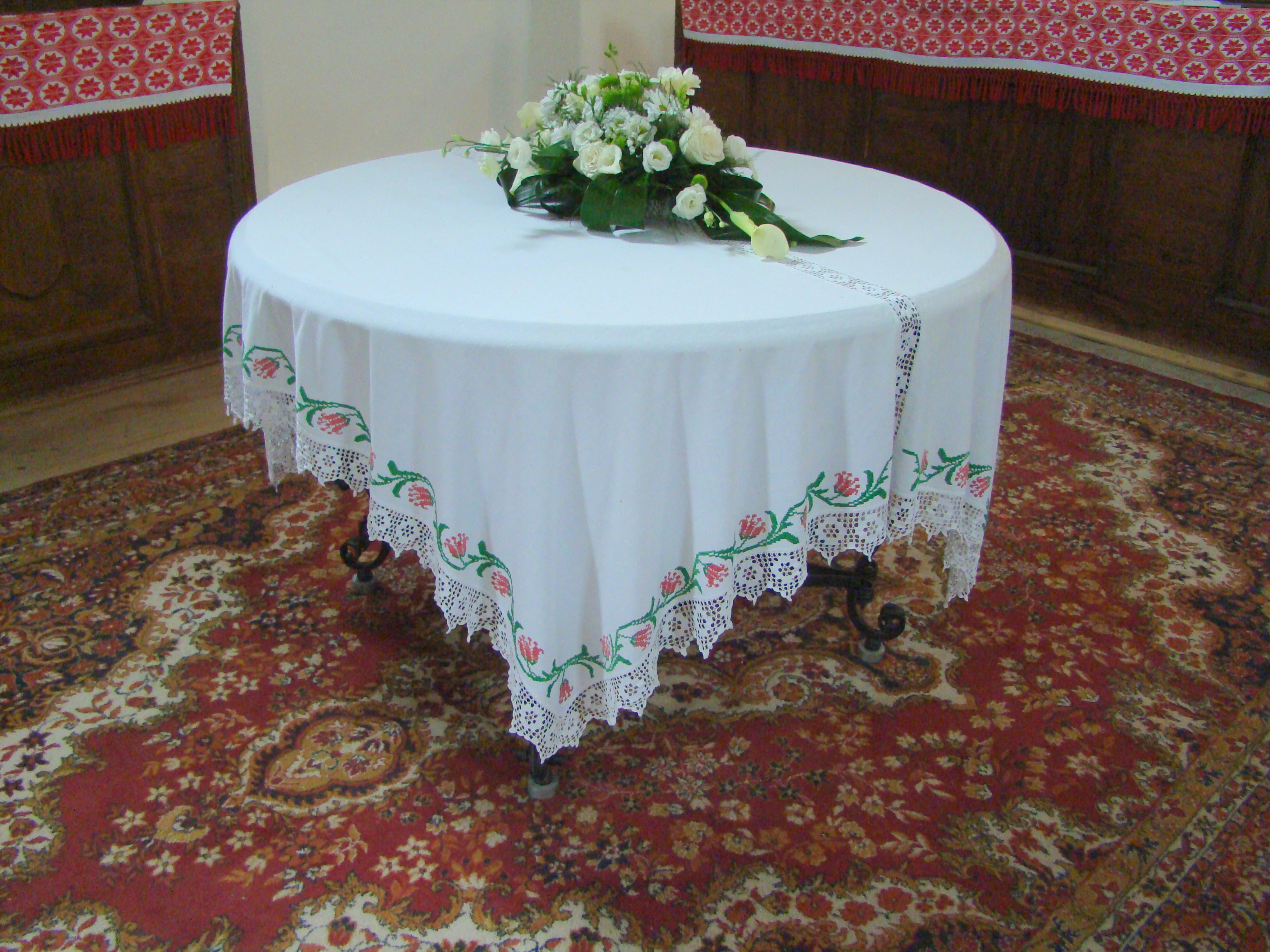
Masa Domnului

Biserica reformată din Bonțida este un monument istoric aflat pe teritoriul satului Bonțida, comuna Bonțida.

## Localitatea
Bonțida (în maghiară Bonchida, în germană Bonisbruck) este satul de reședință al comunei cu același nume din județul Cluj, Transilvania, România. Prima menționare documentară a satului Bonțida este din anul 1263.

## Biserica
Biserica, inițial catolică, a fost construită în secolul XII, reconstruită pe aceeași fundație în secolul XIII, după marea invazie a tătarilor. Populația catolică medievală a fost reformată în momentul Reformei, împreună cu biserica. Are o clopotniță separată (din lemn), ce a înlocuit vechiul turn și în care sunt adăpostite clopotele.
Este un exemplu foarte rar de biserică cu două nave. Își datorează actuala înfățișare lucrărilor din 1720, an în care a fost realizat și amvonul, opera lui Sipos Dávid.

## Vezi și
- Bonțida, Cluj

## Imagini din exterior

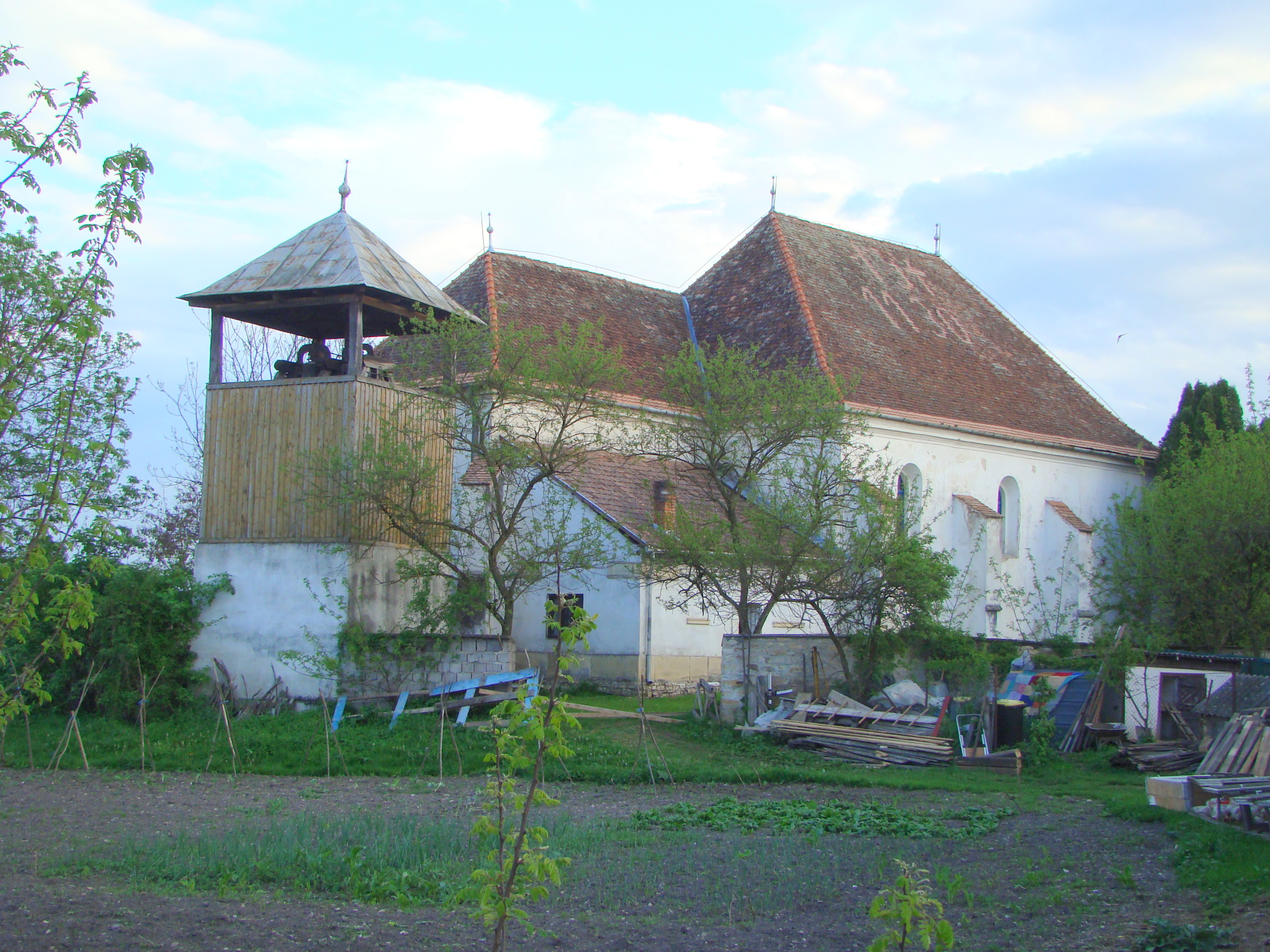
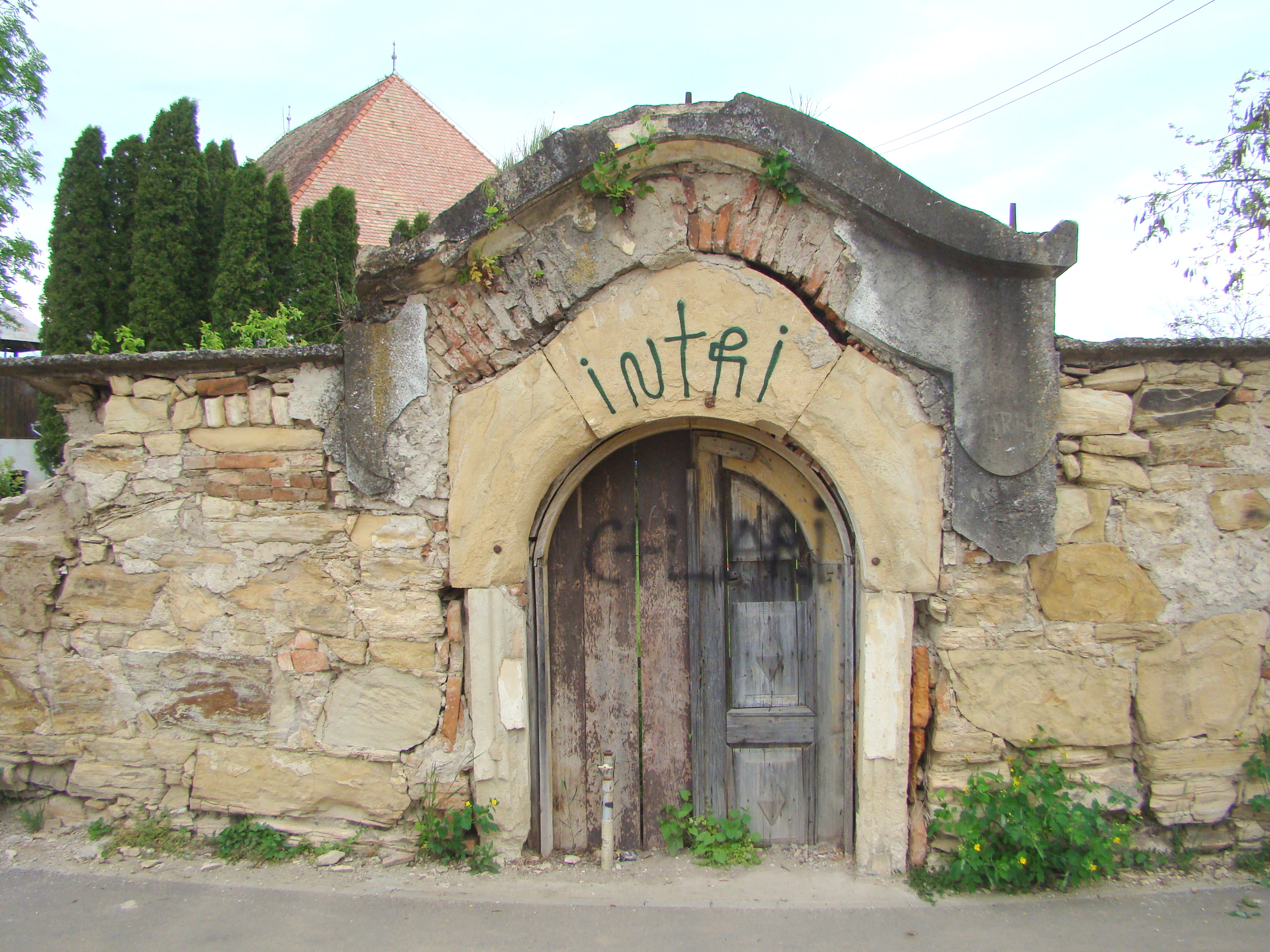
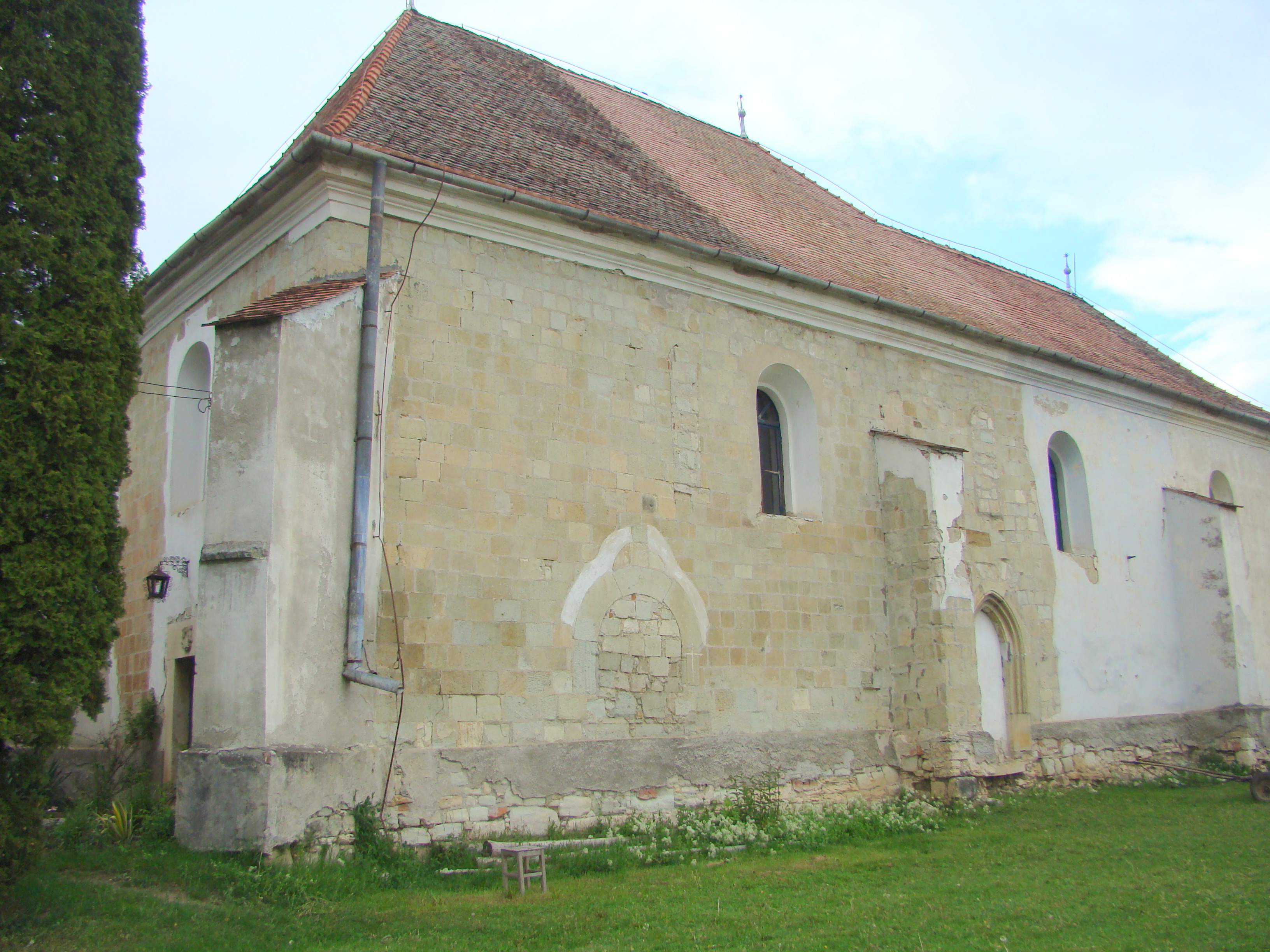
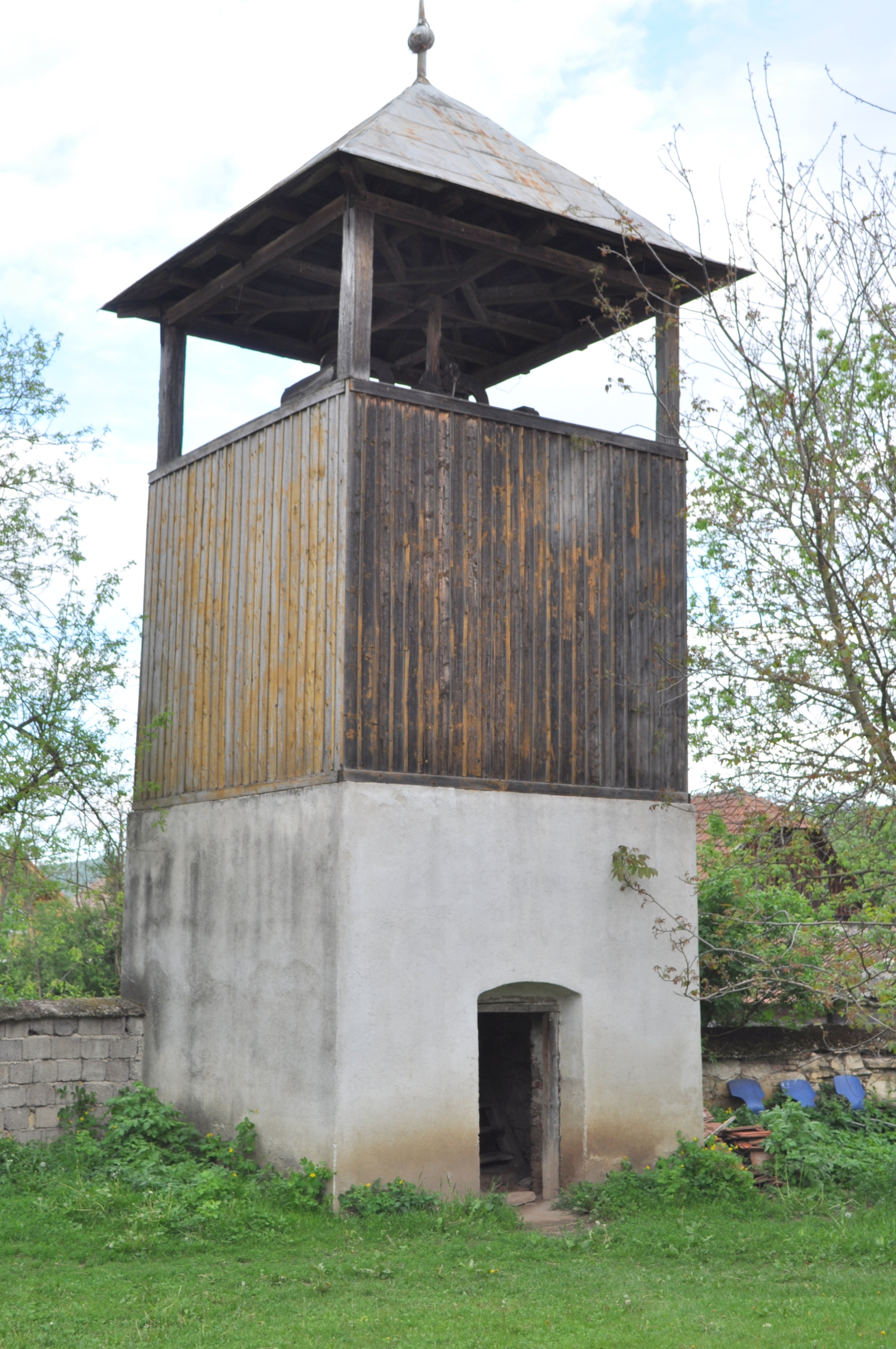
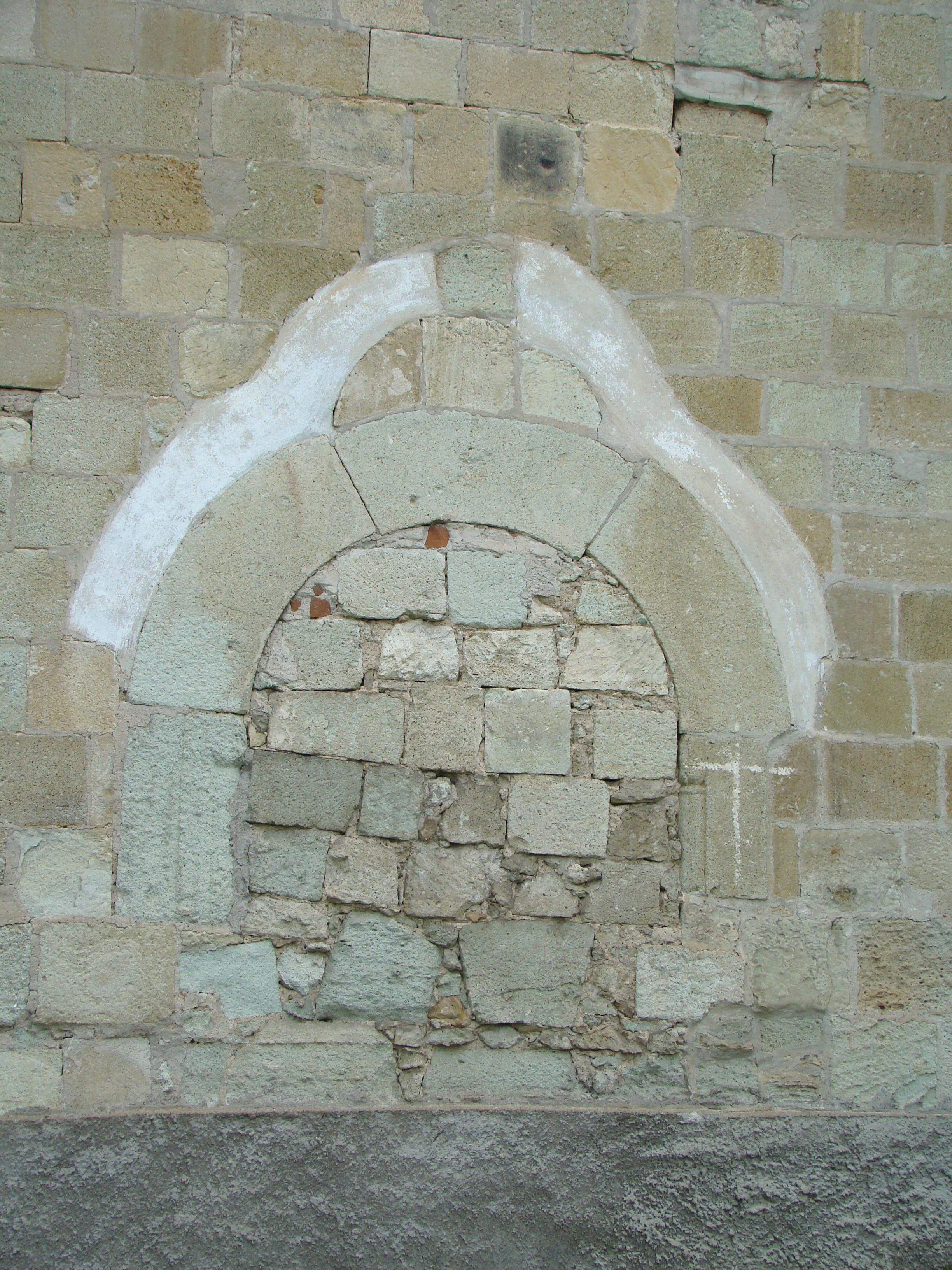
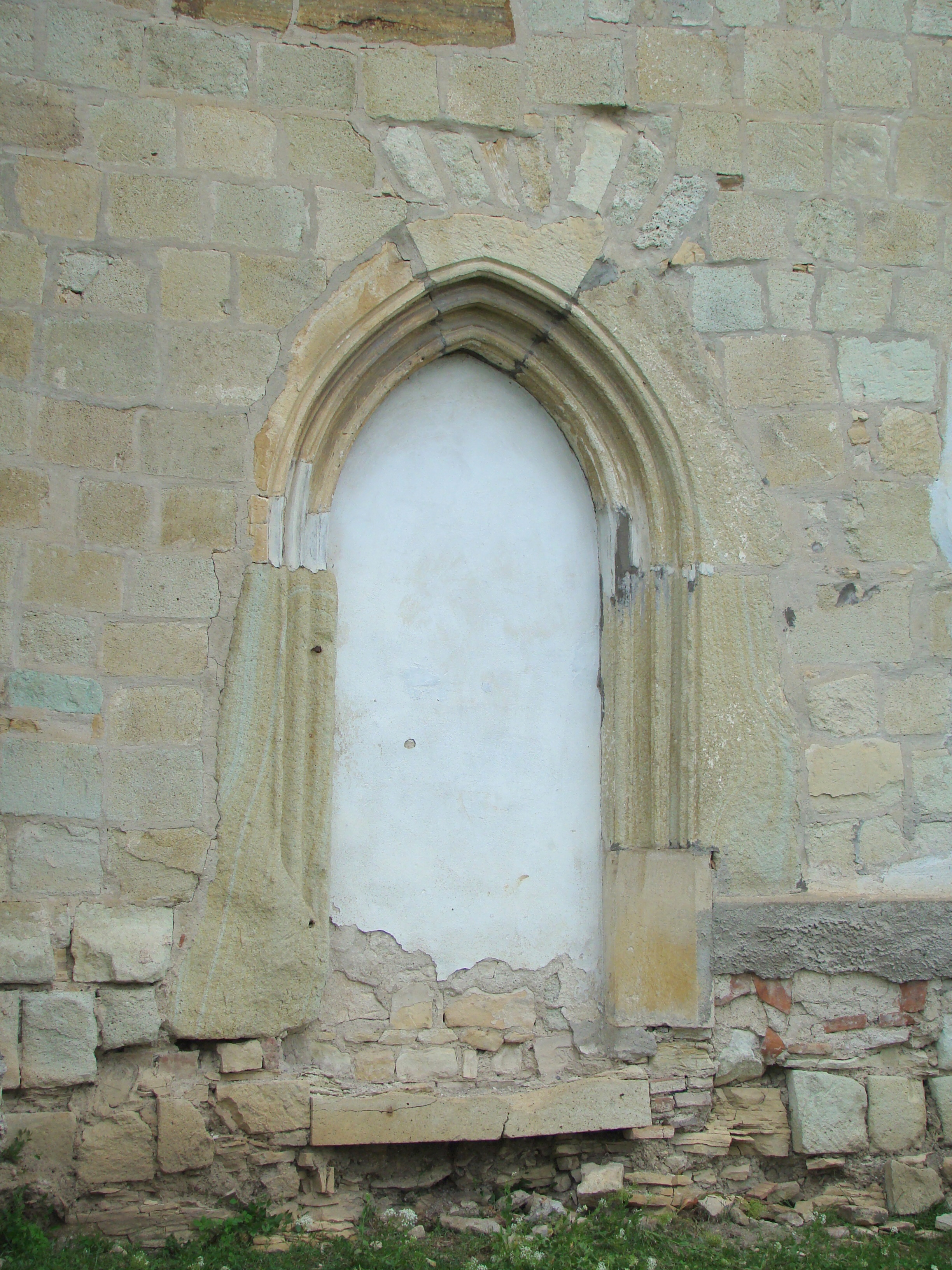
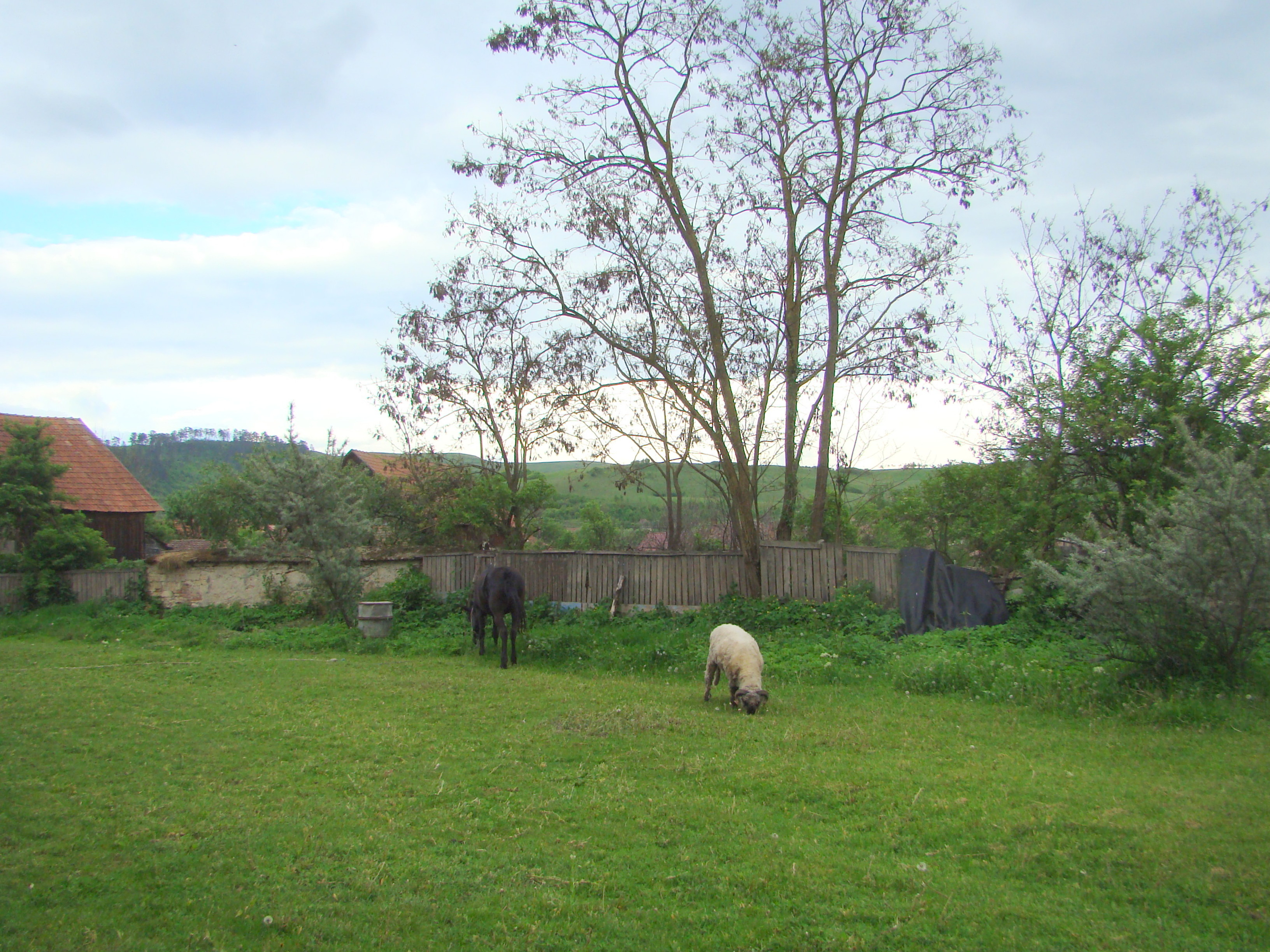
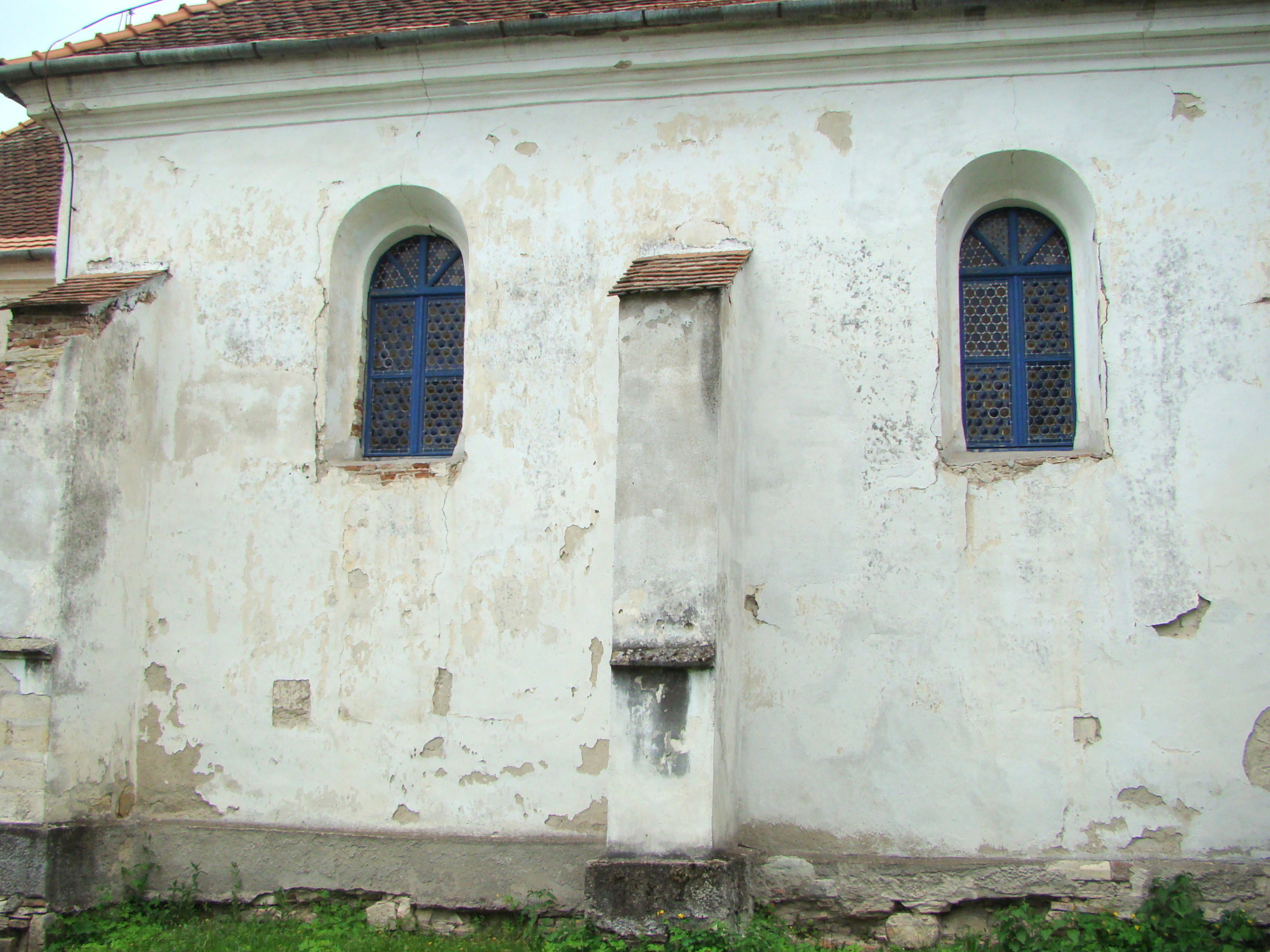
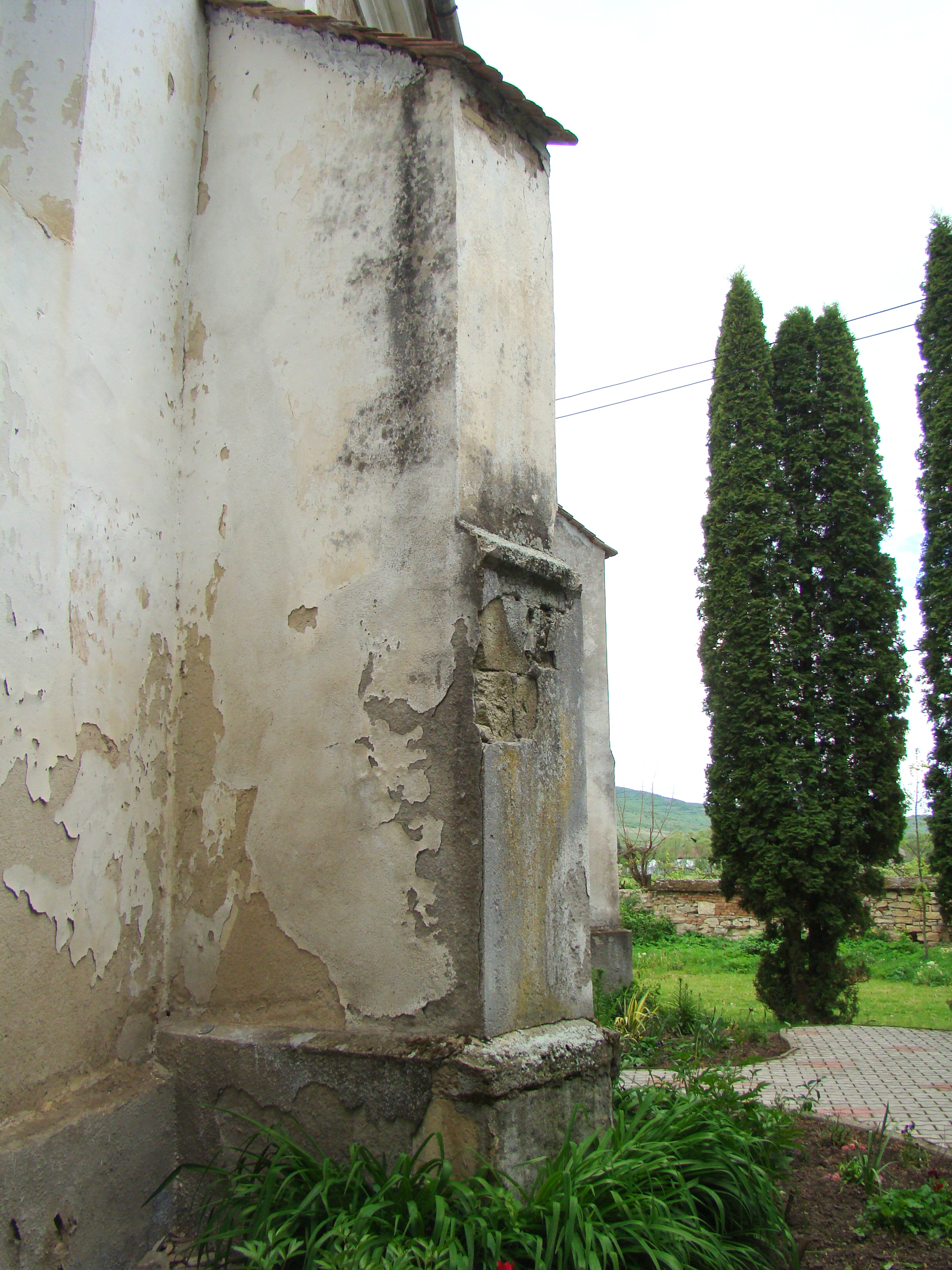
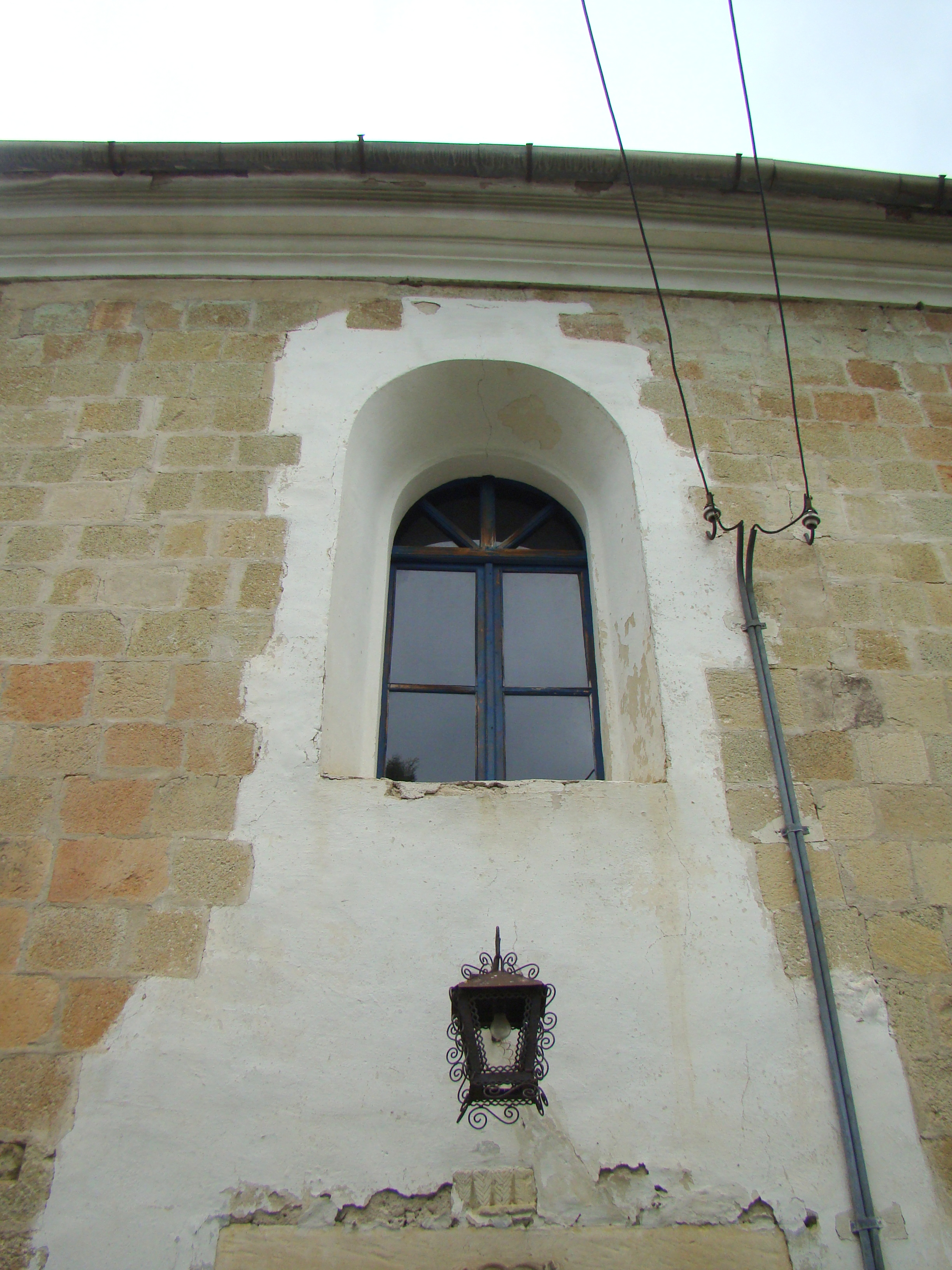
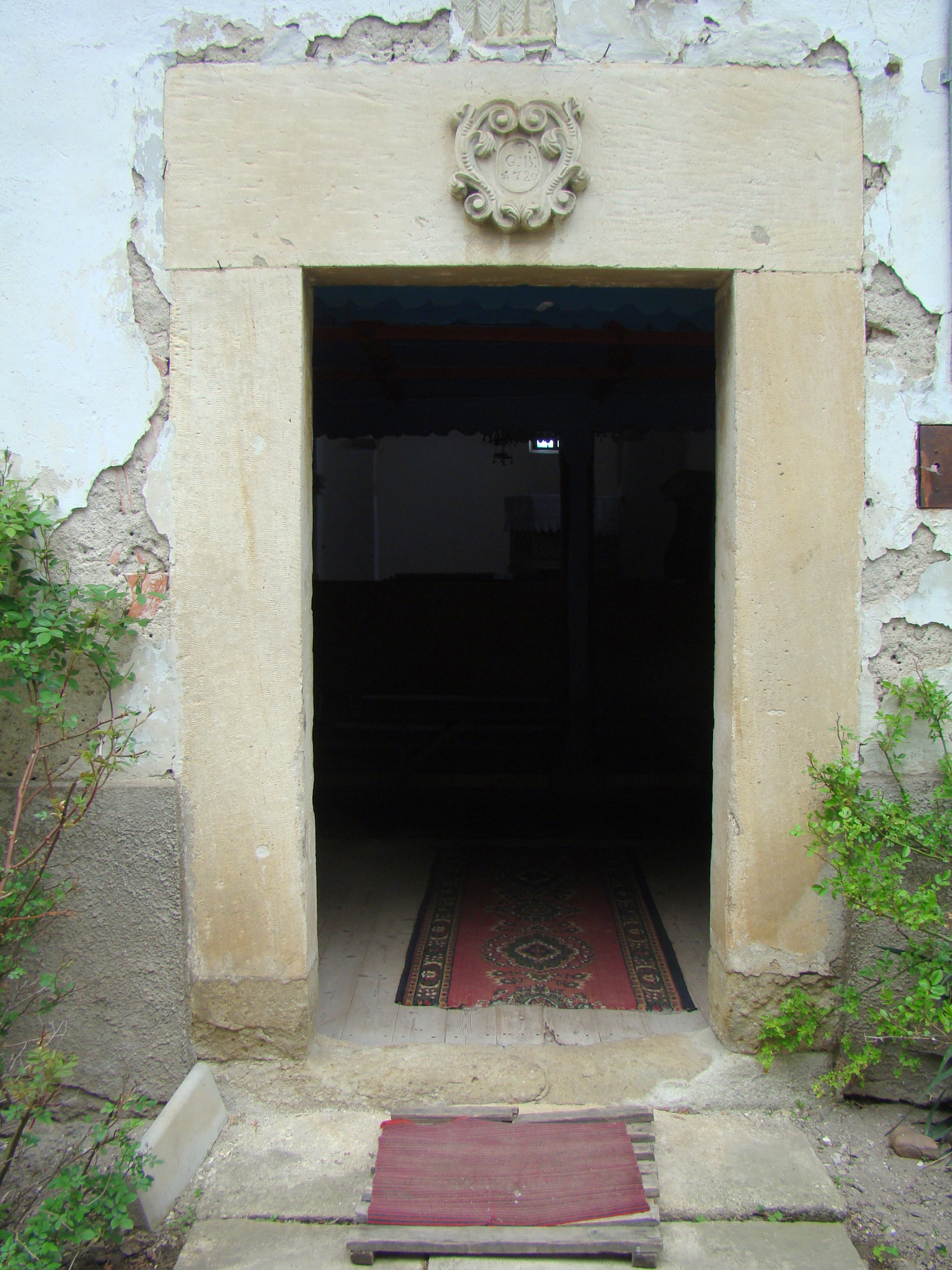
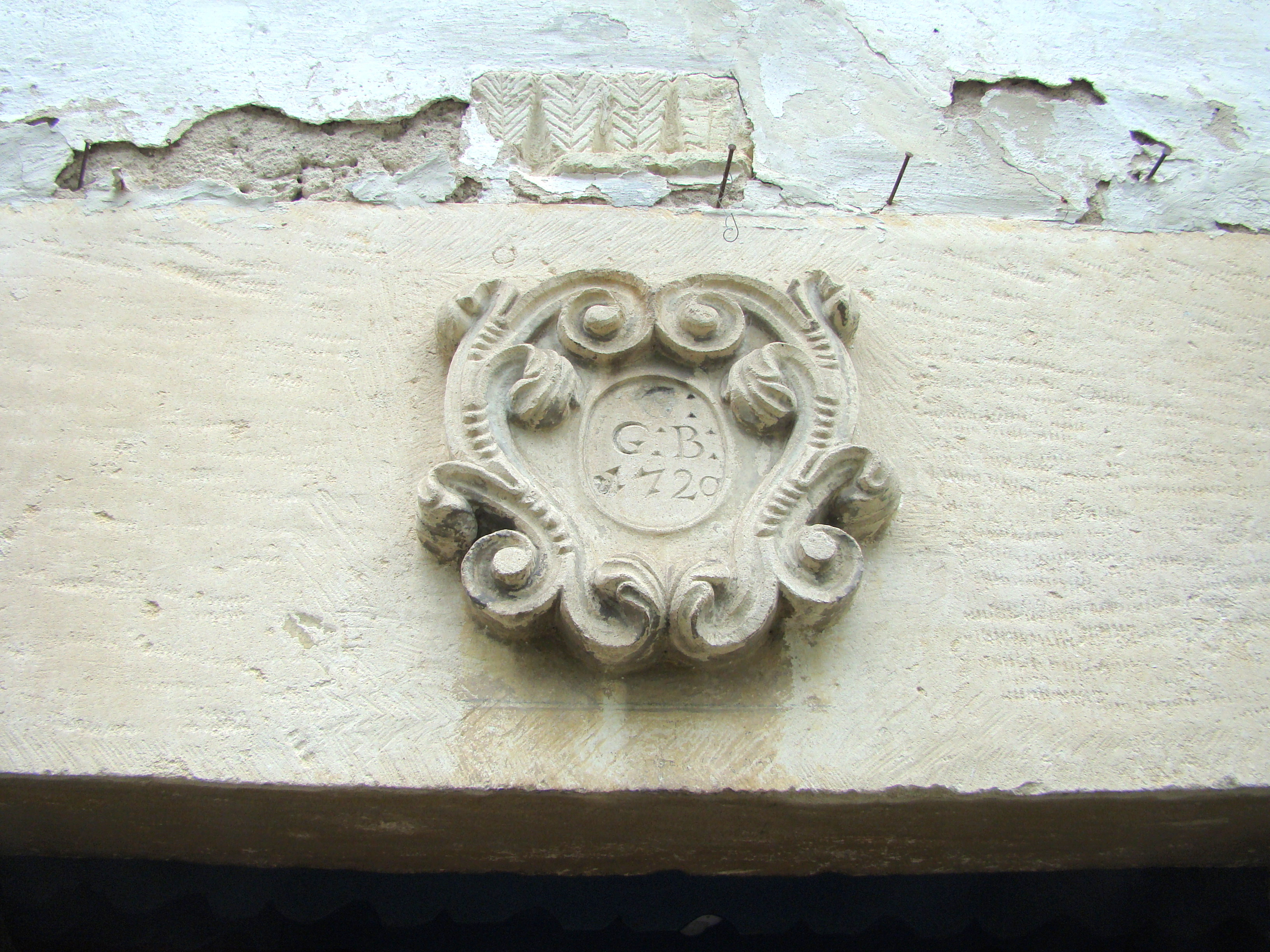
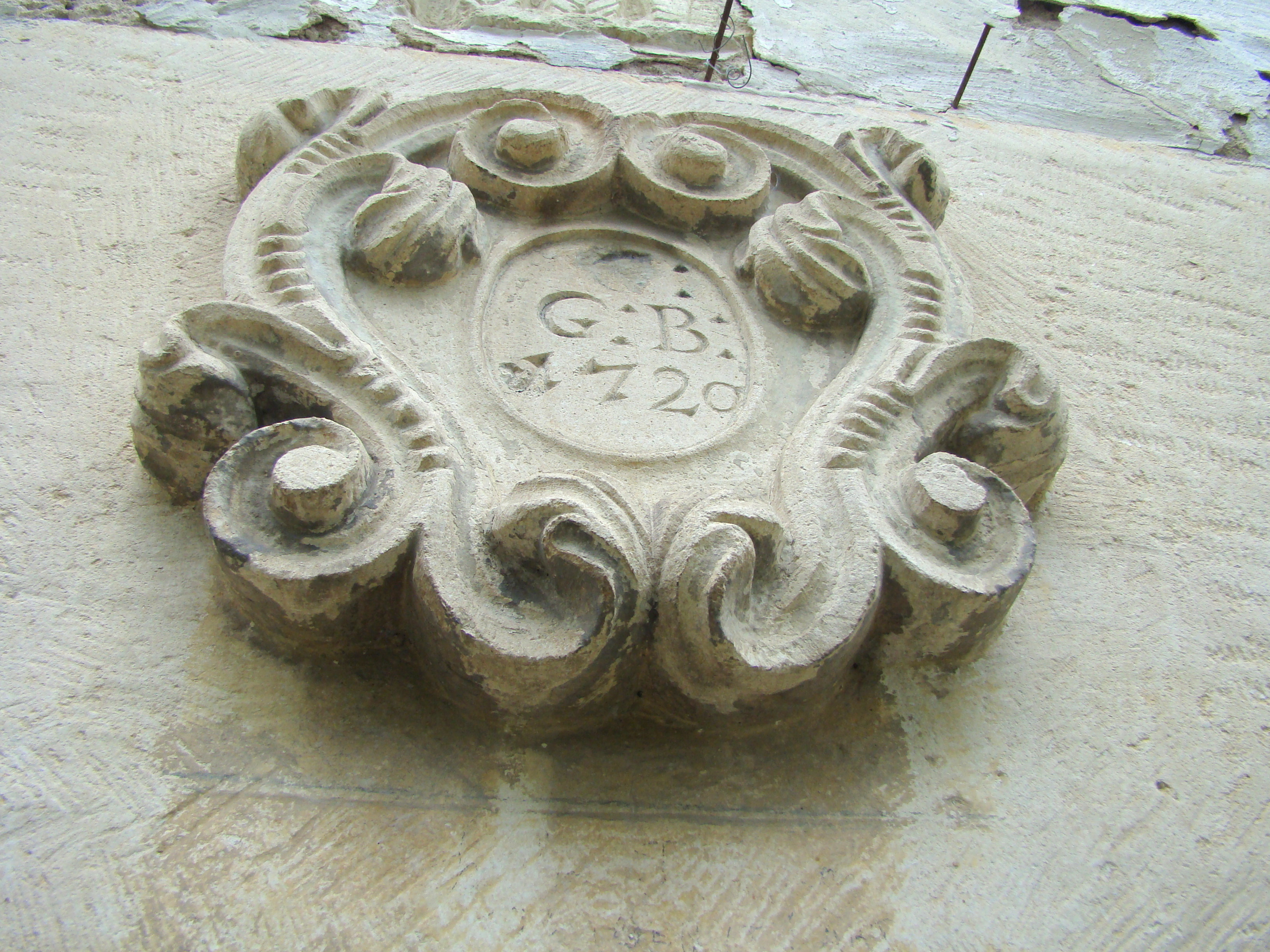
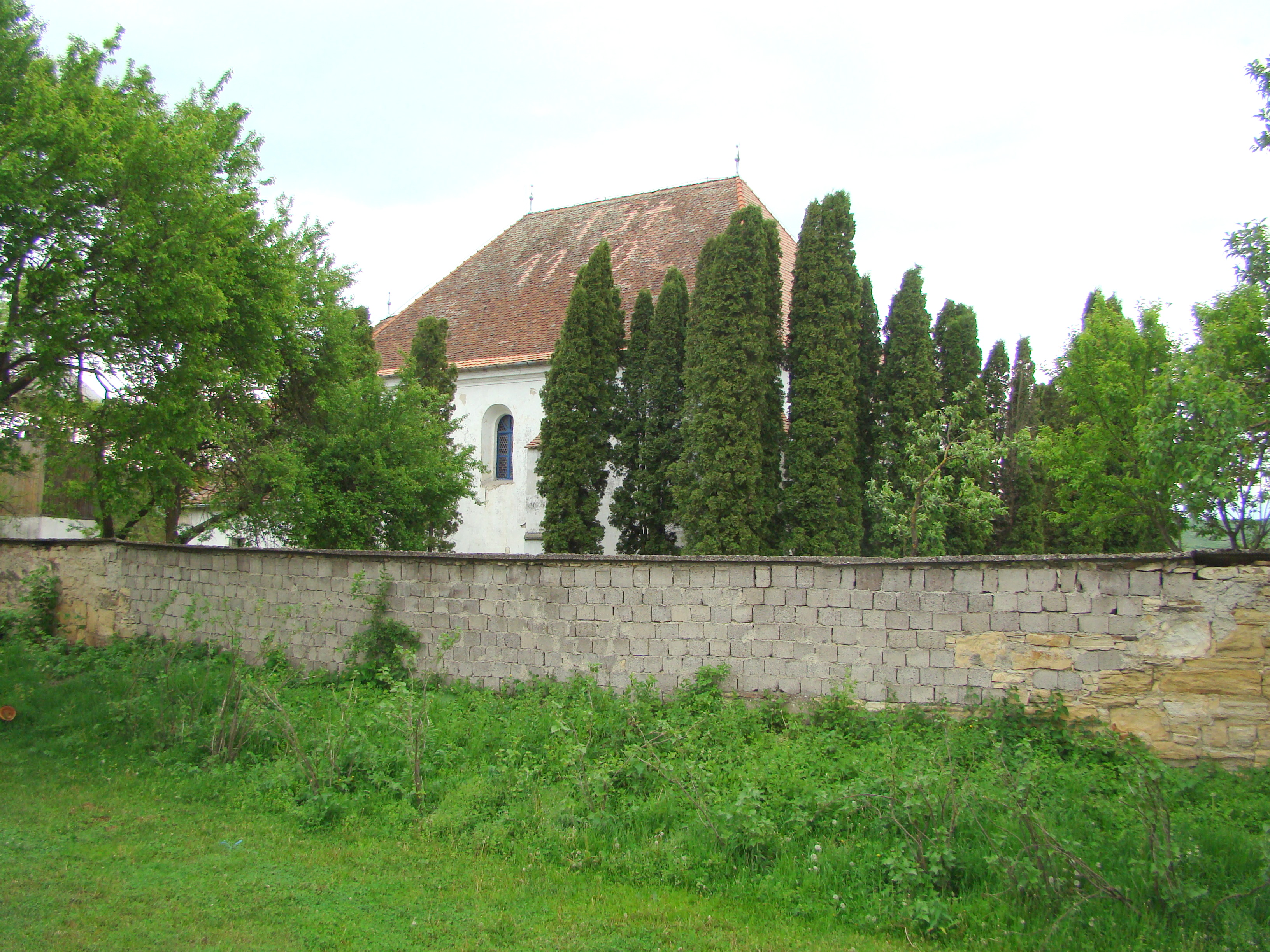
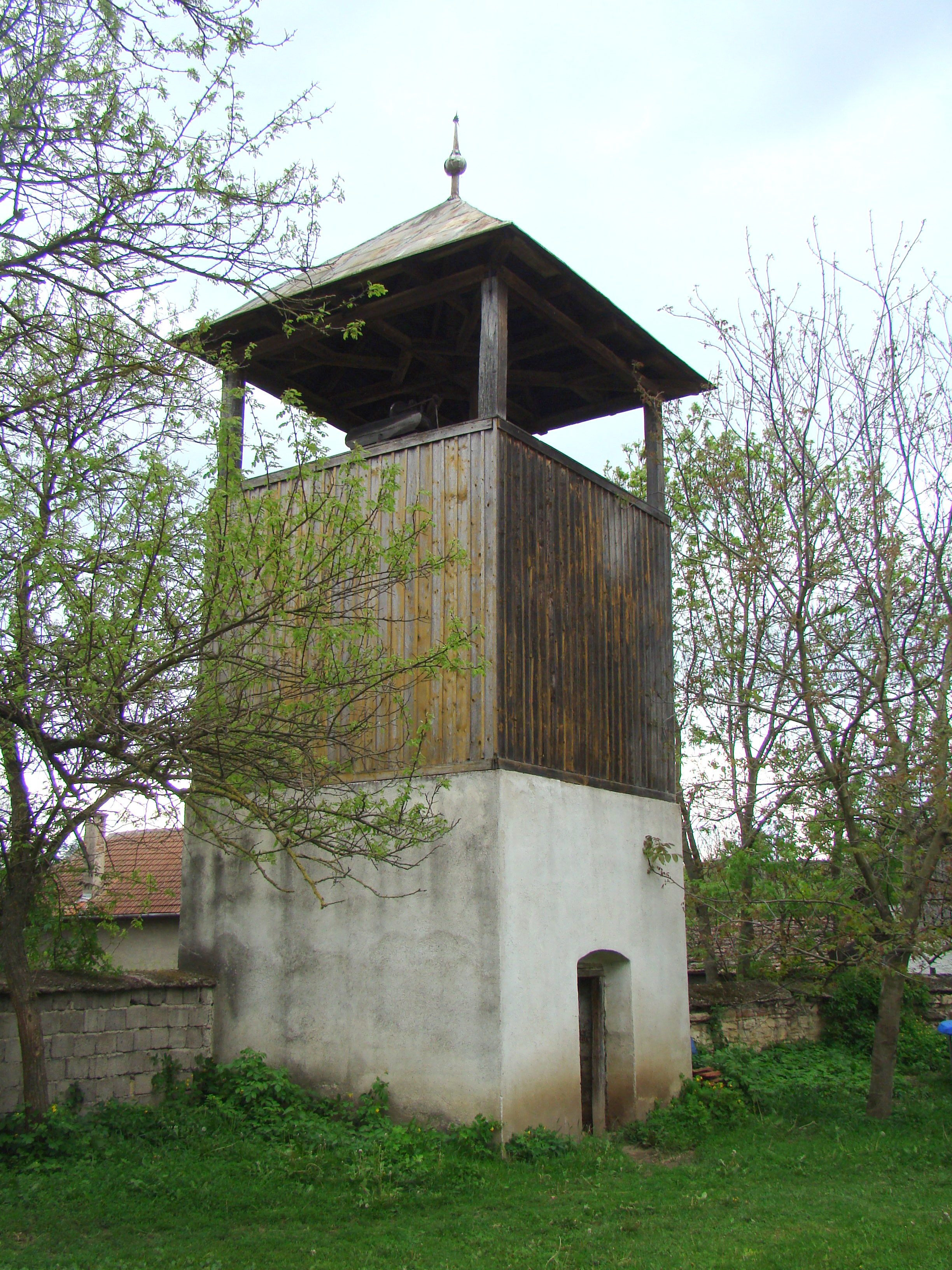
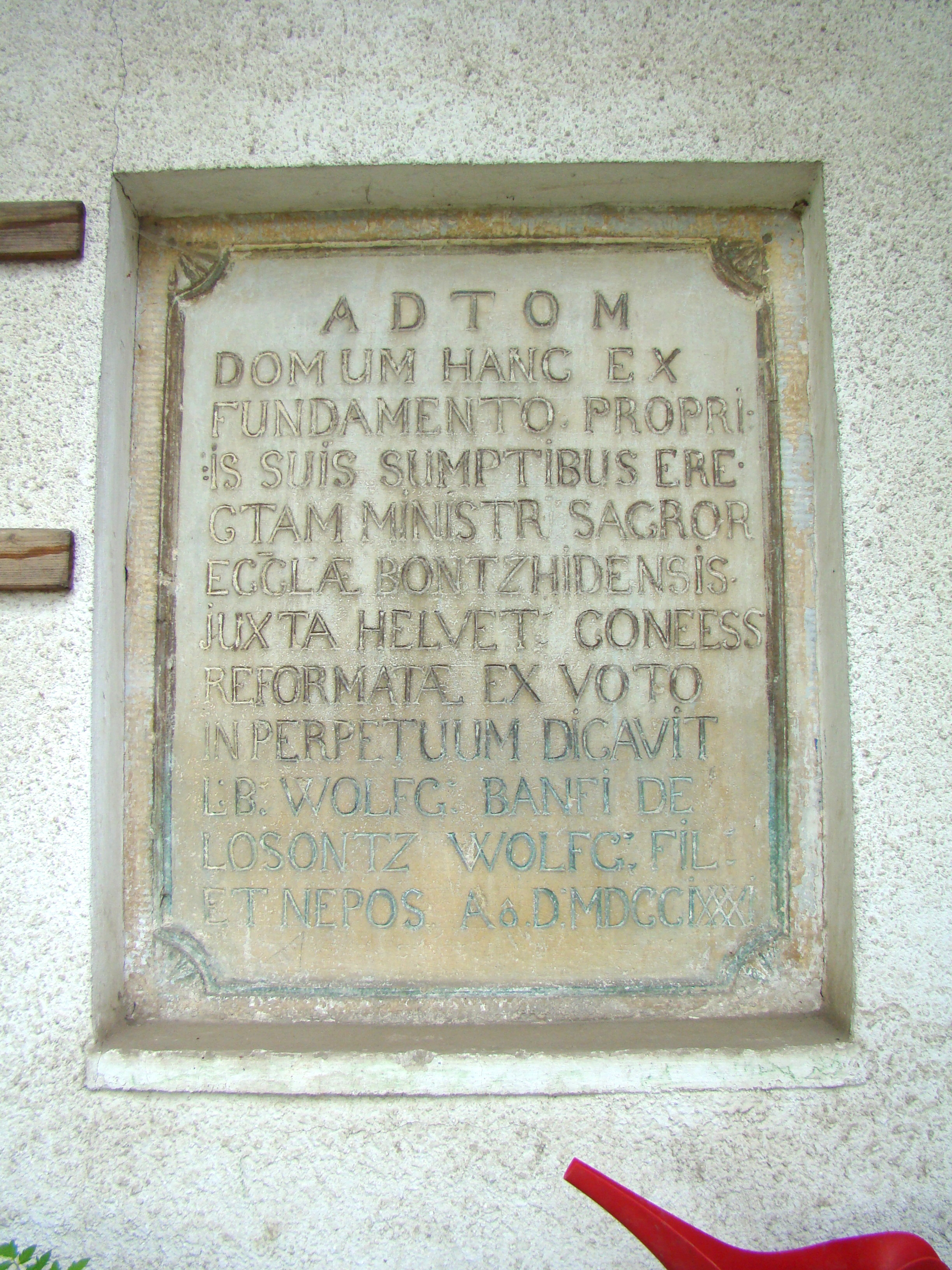
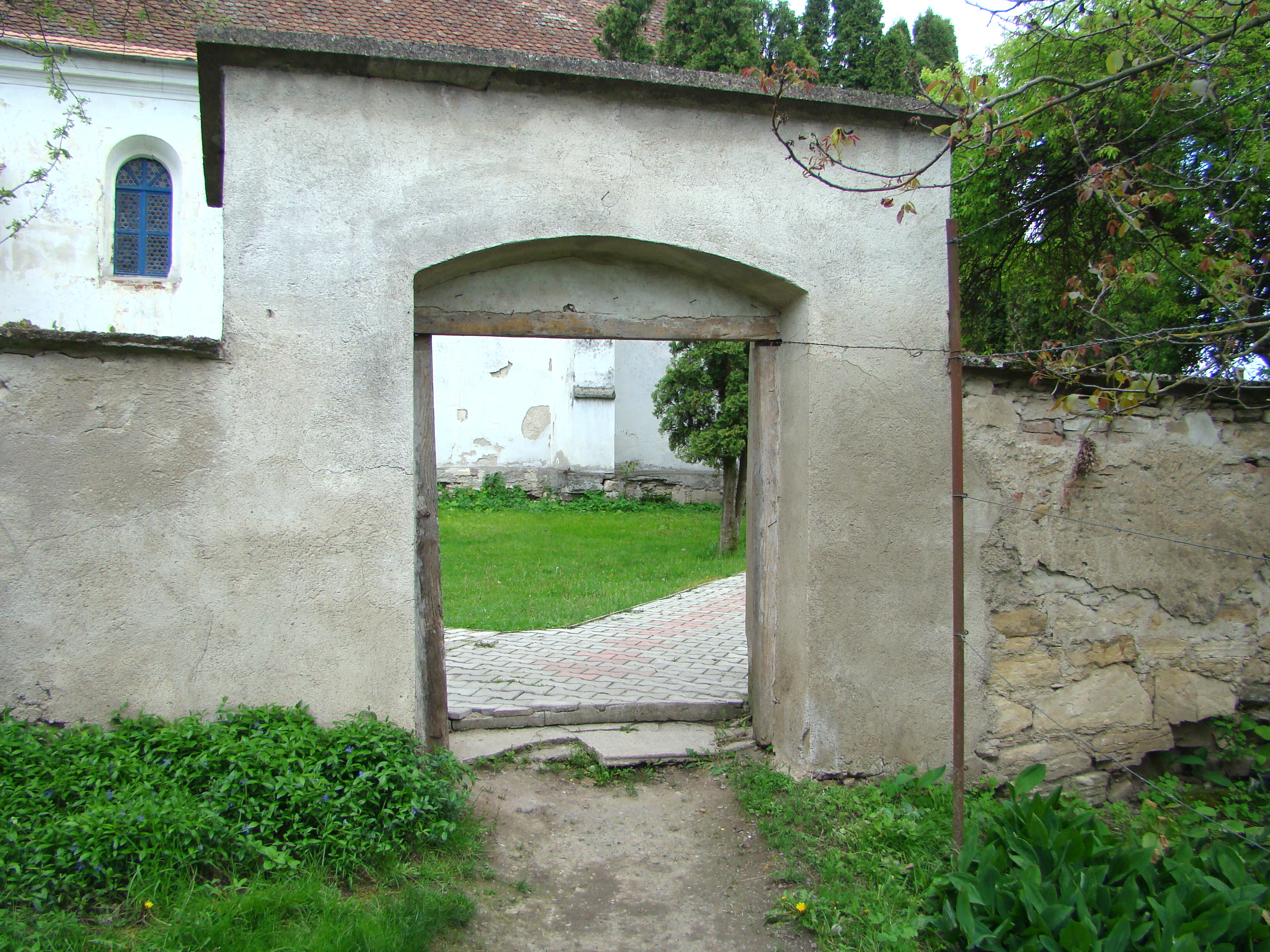
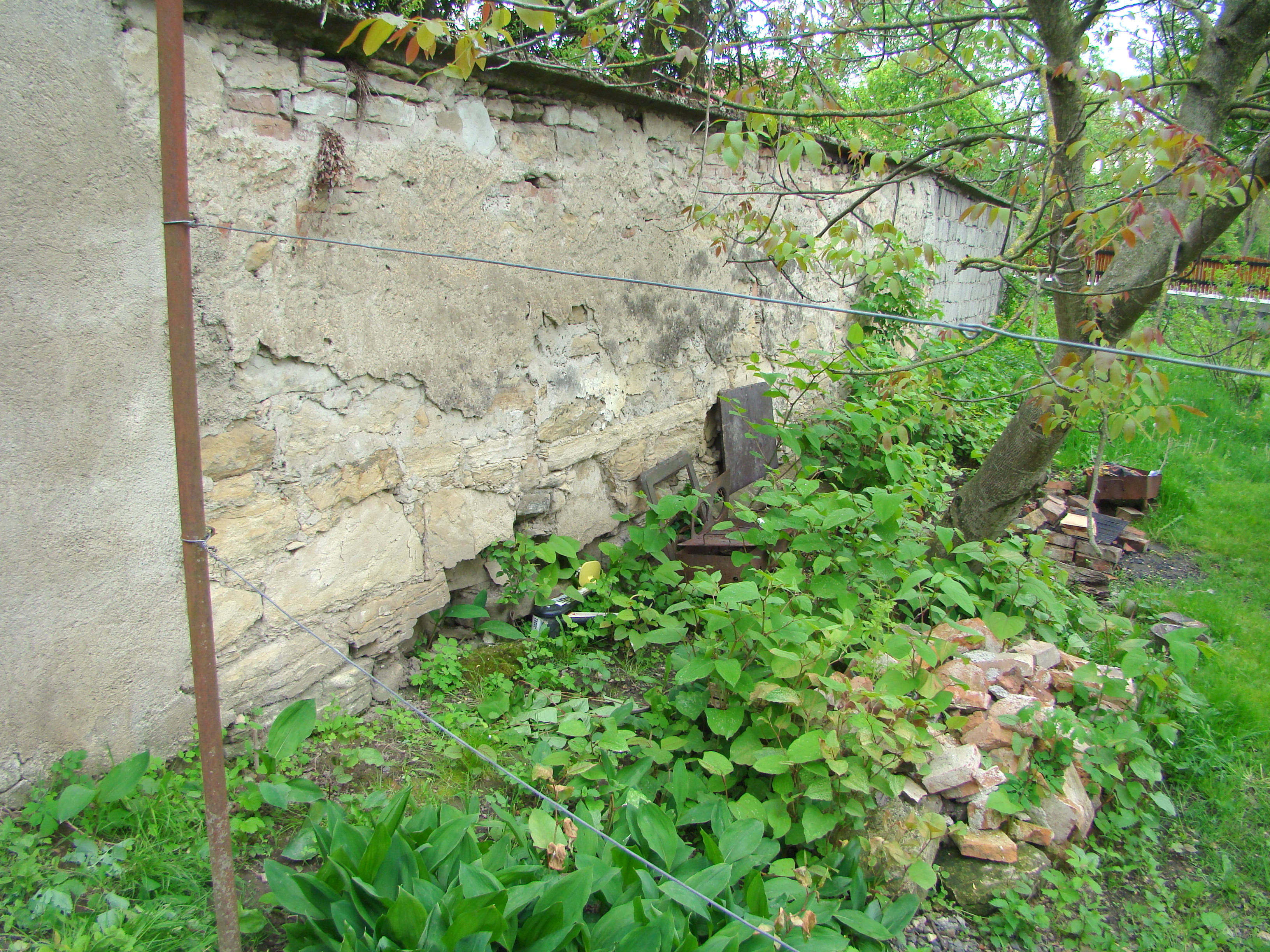
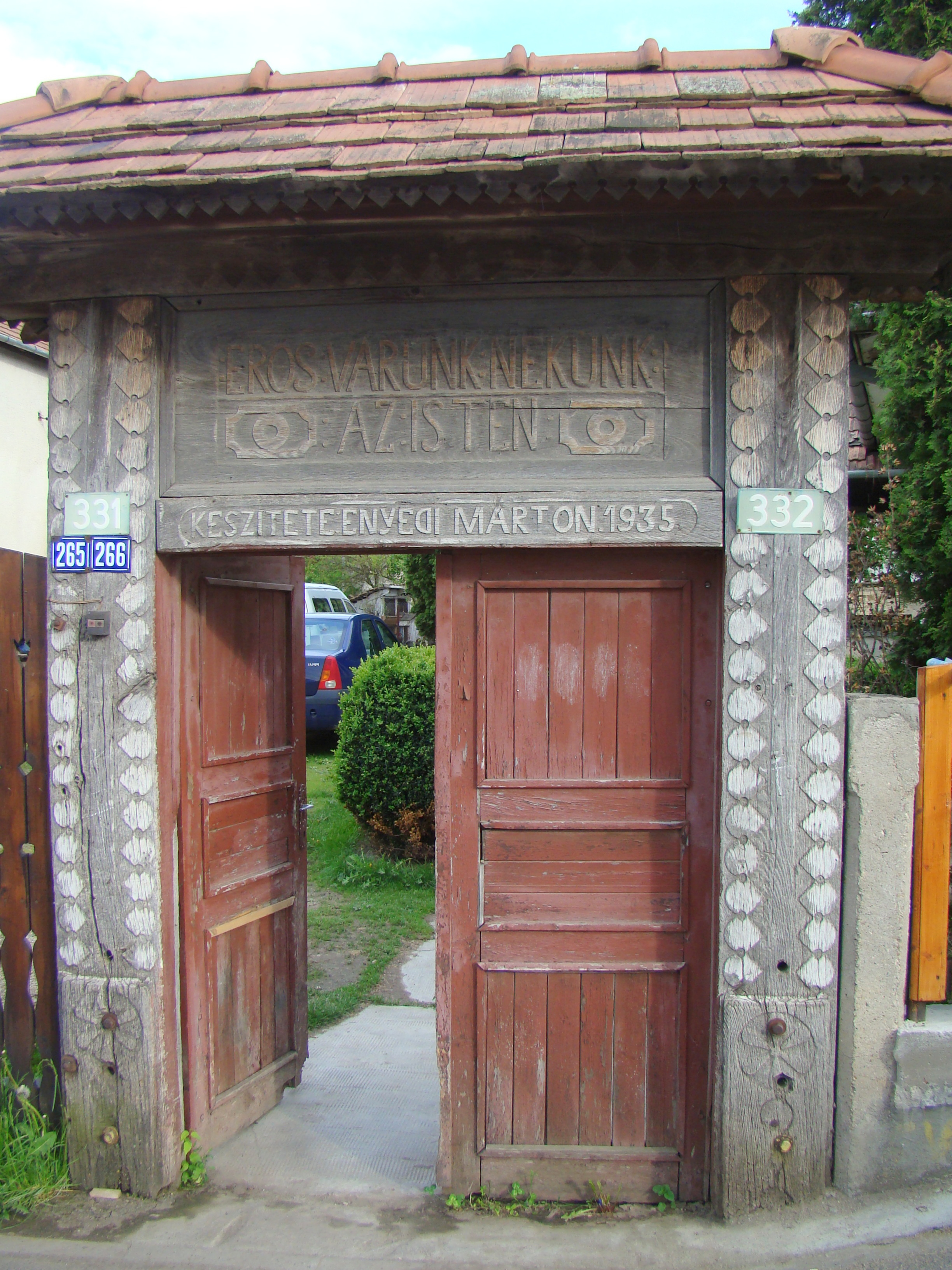
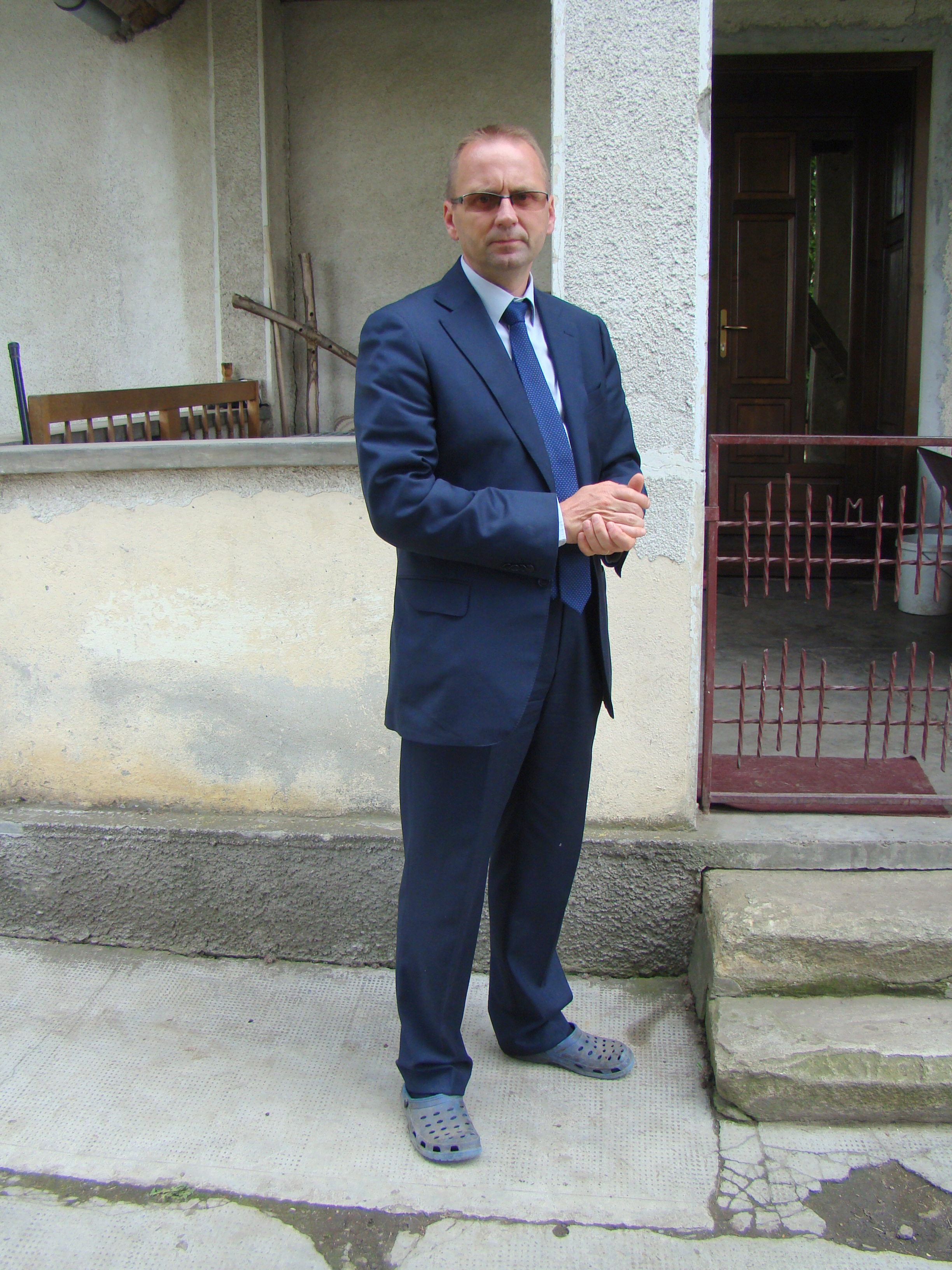
Pastorul reformat din satul Bonțida: Marton János

## Imagini din interior

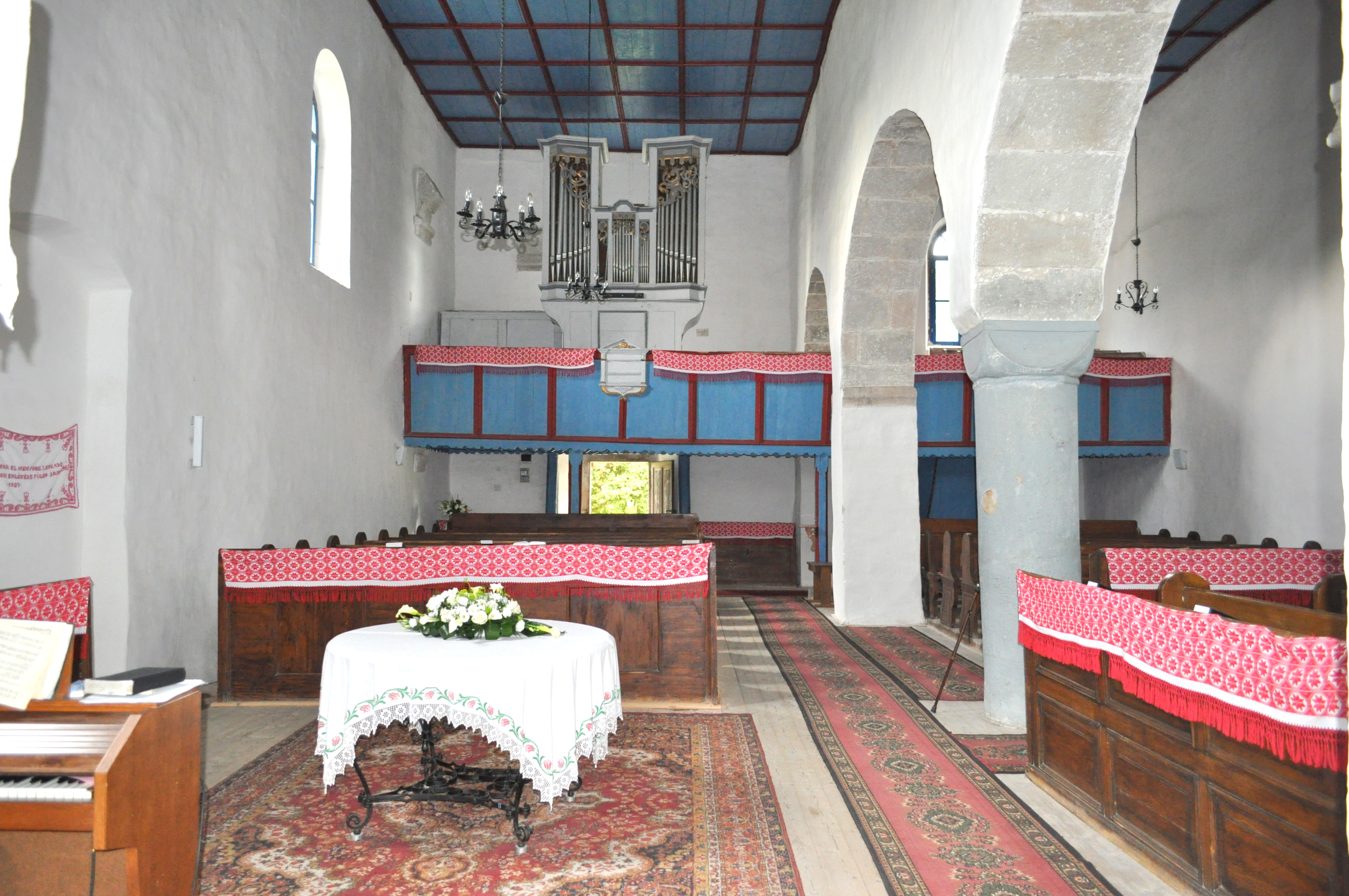
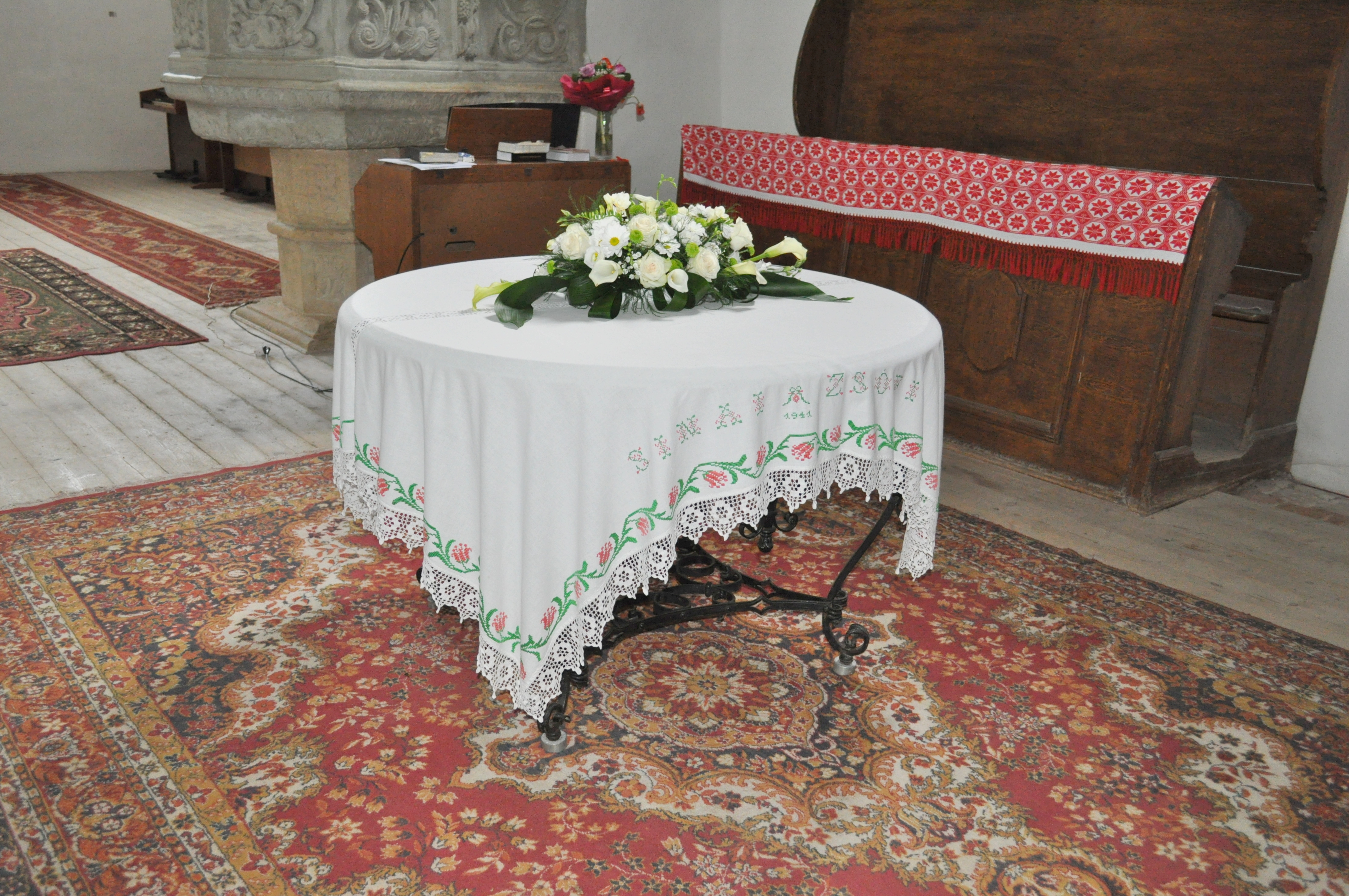
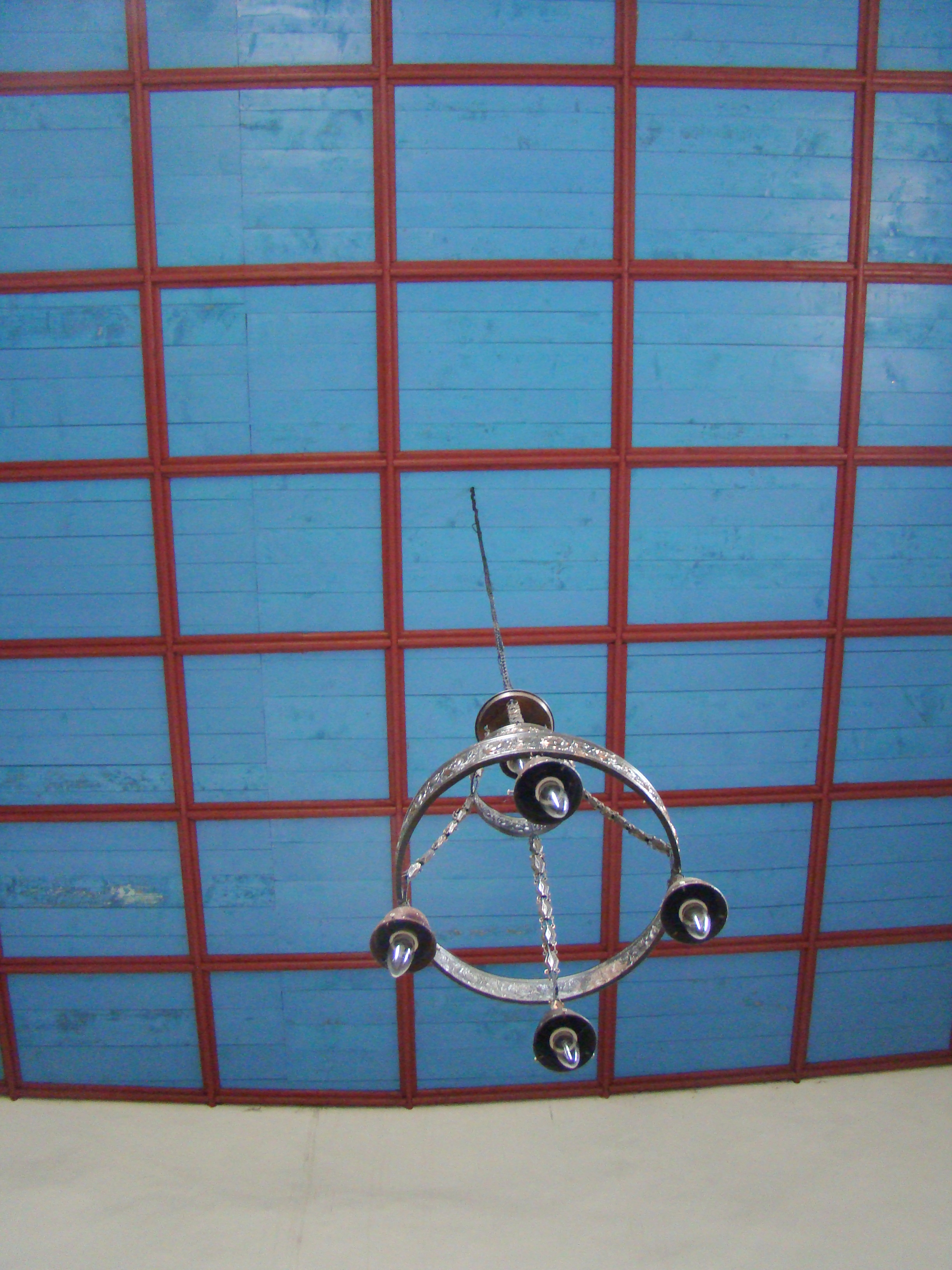
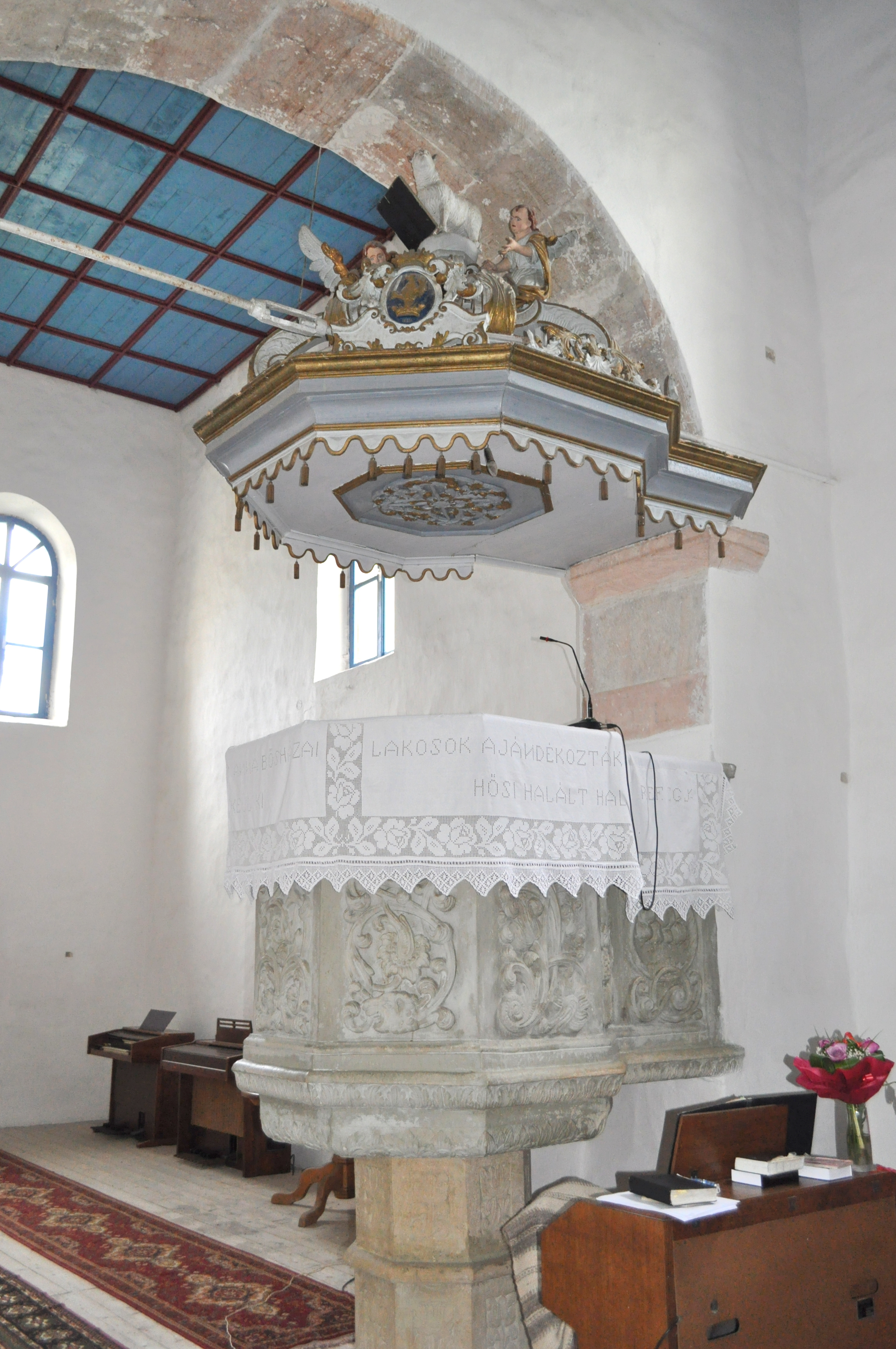
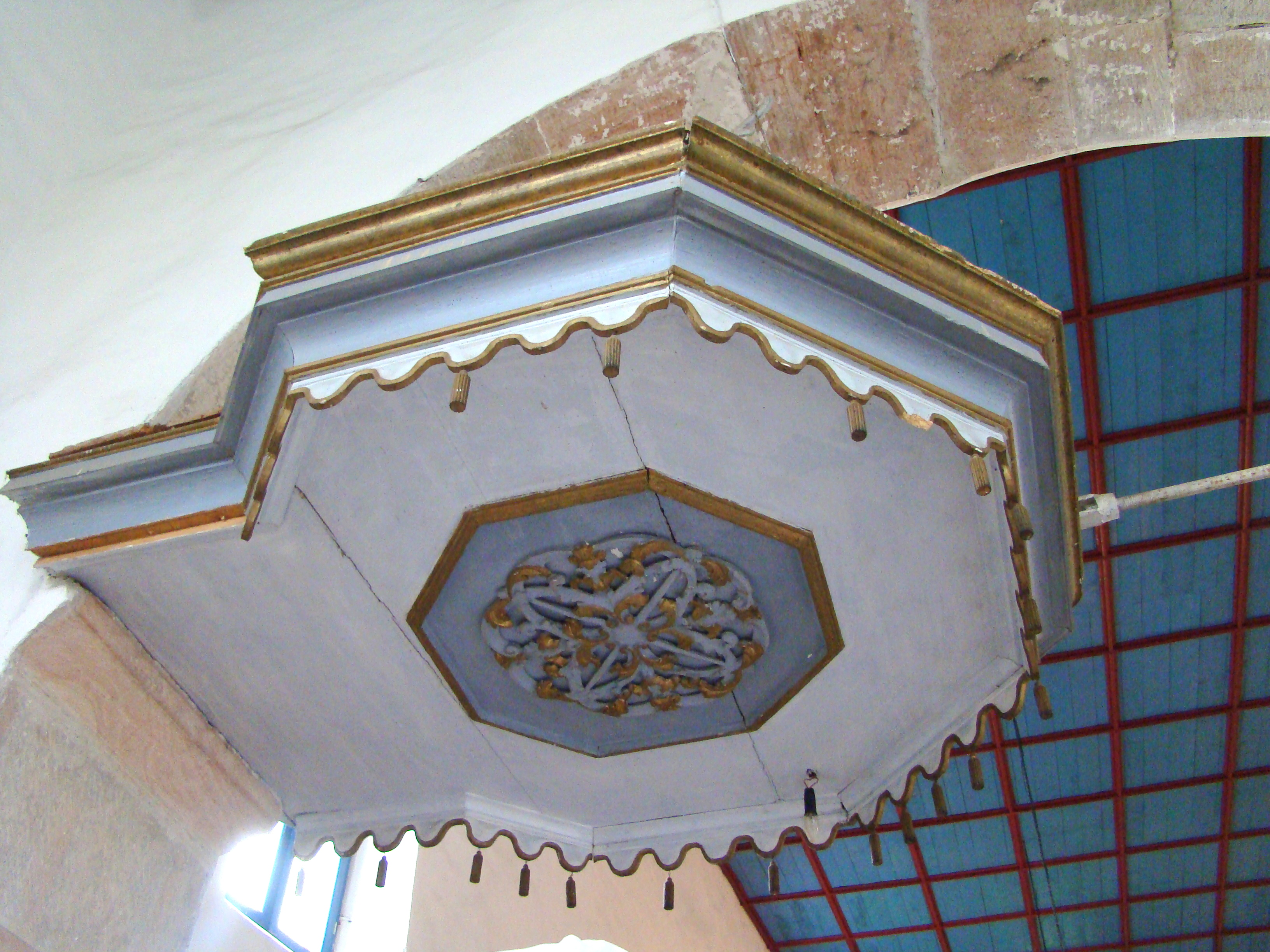
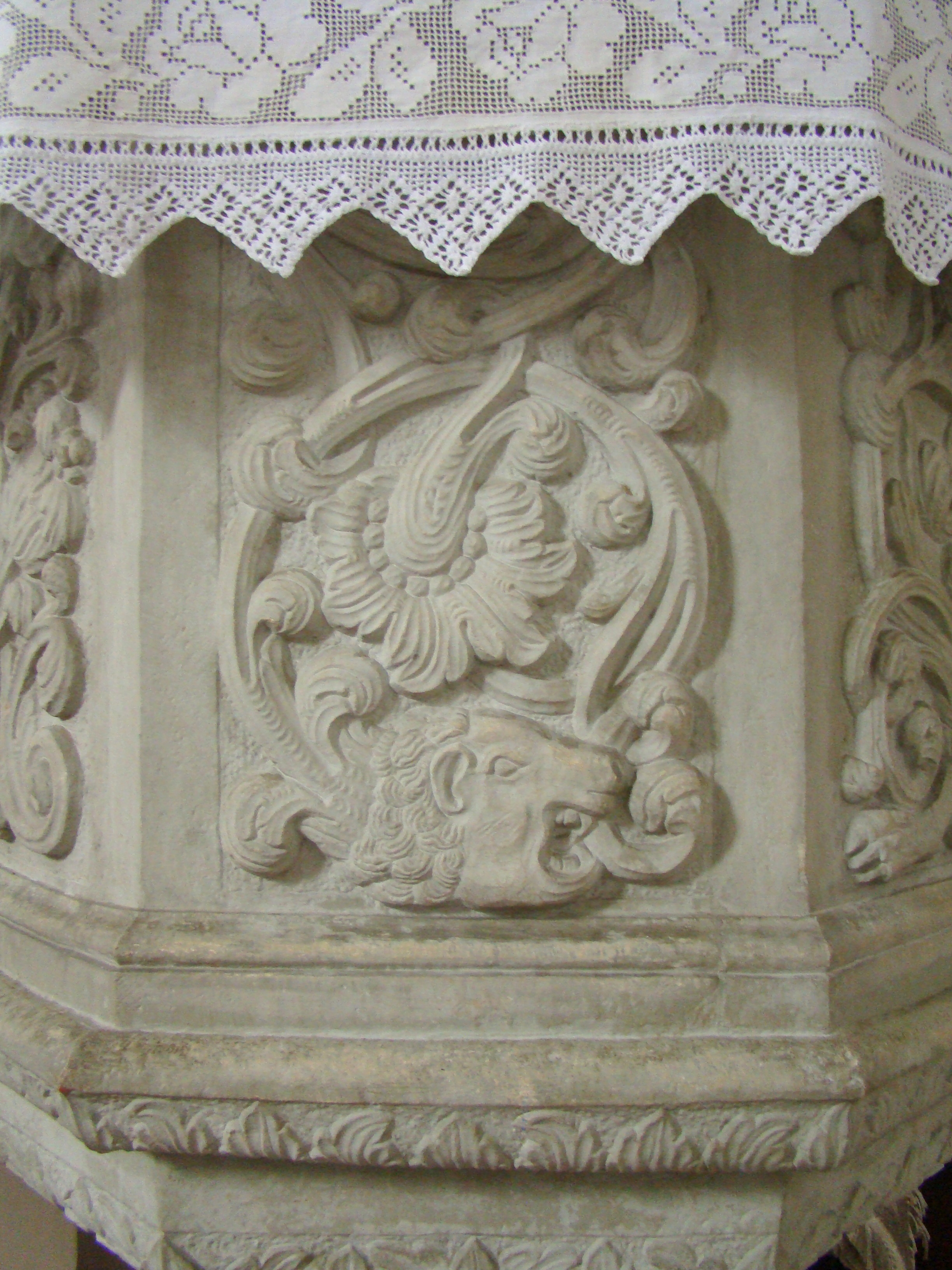
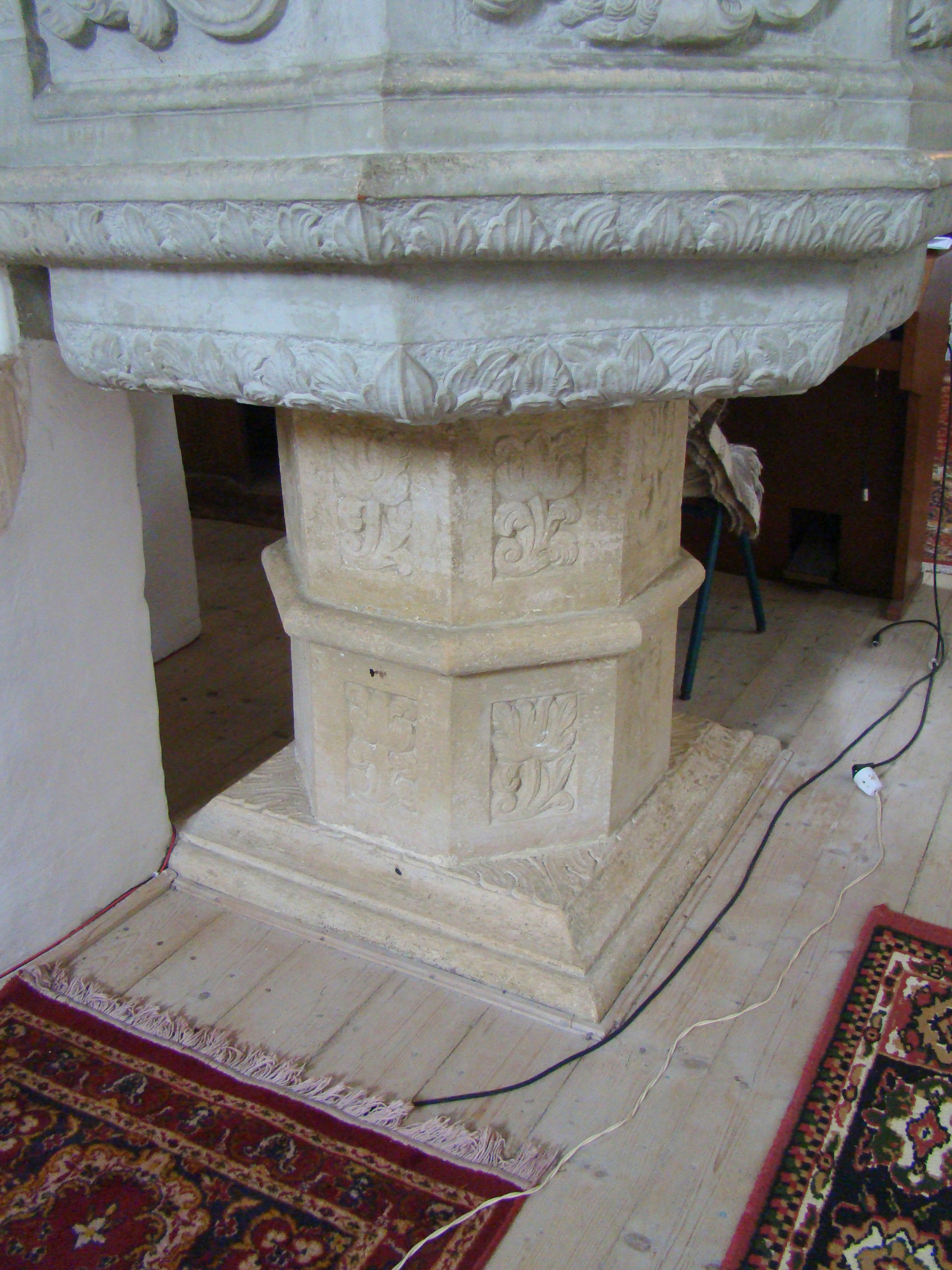
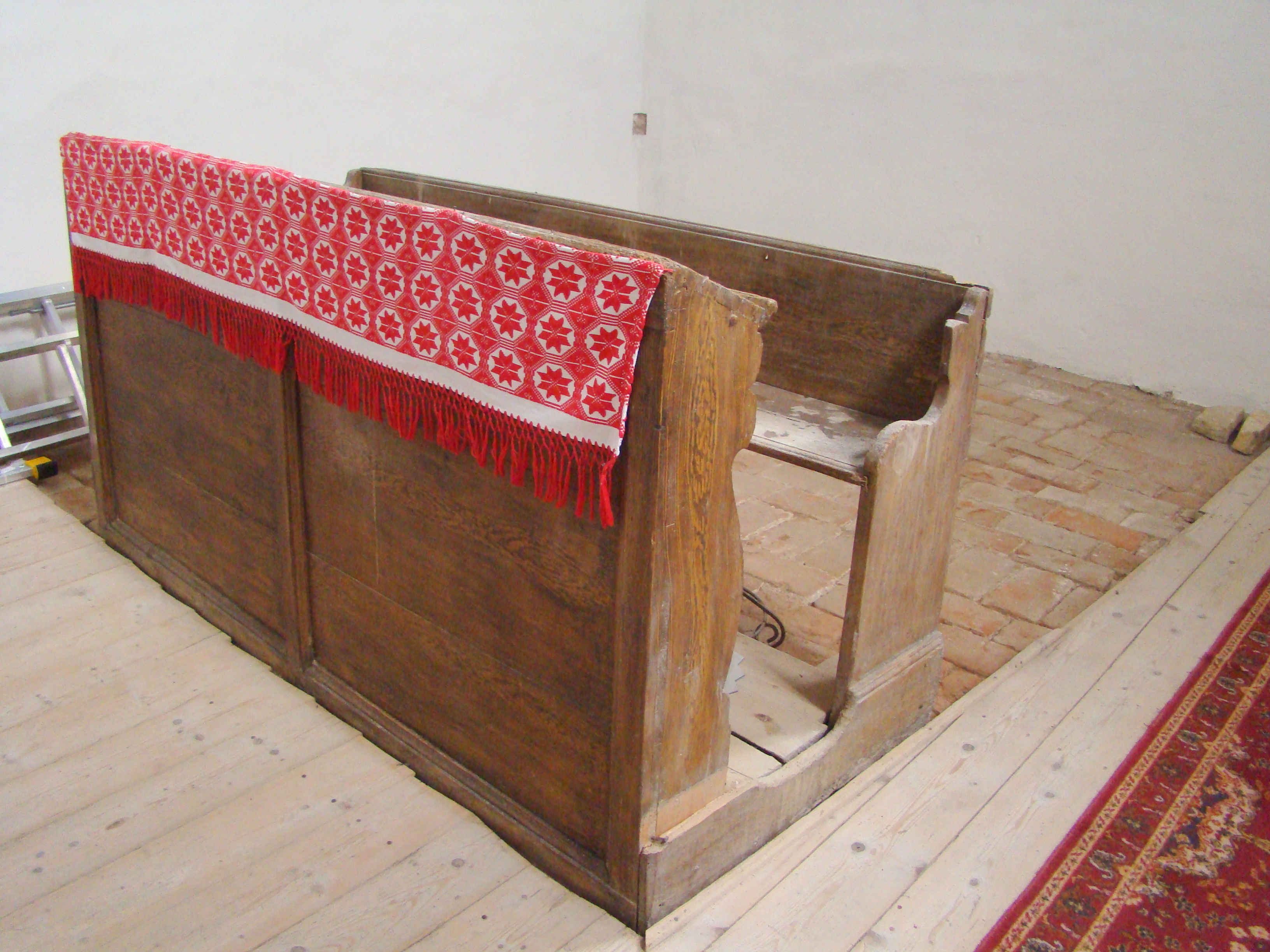
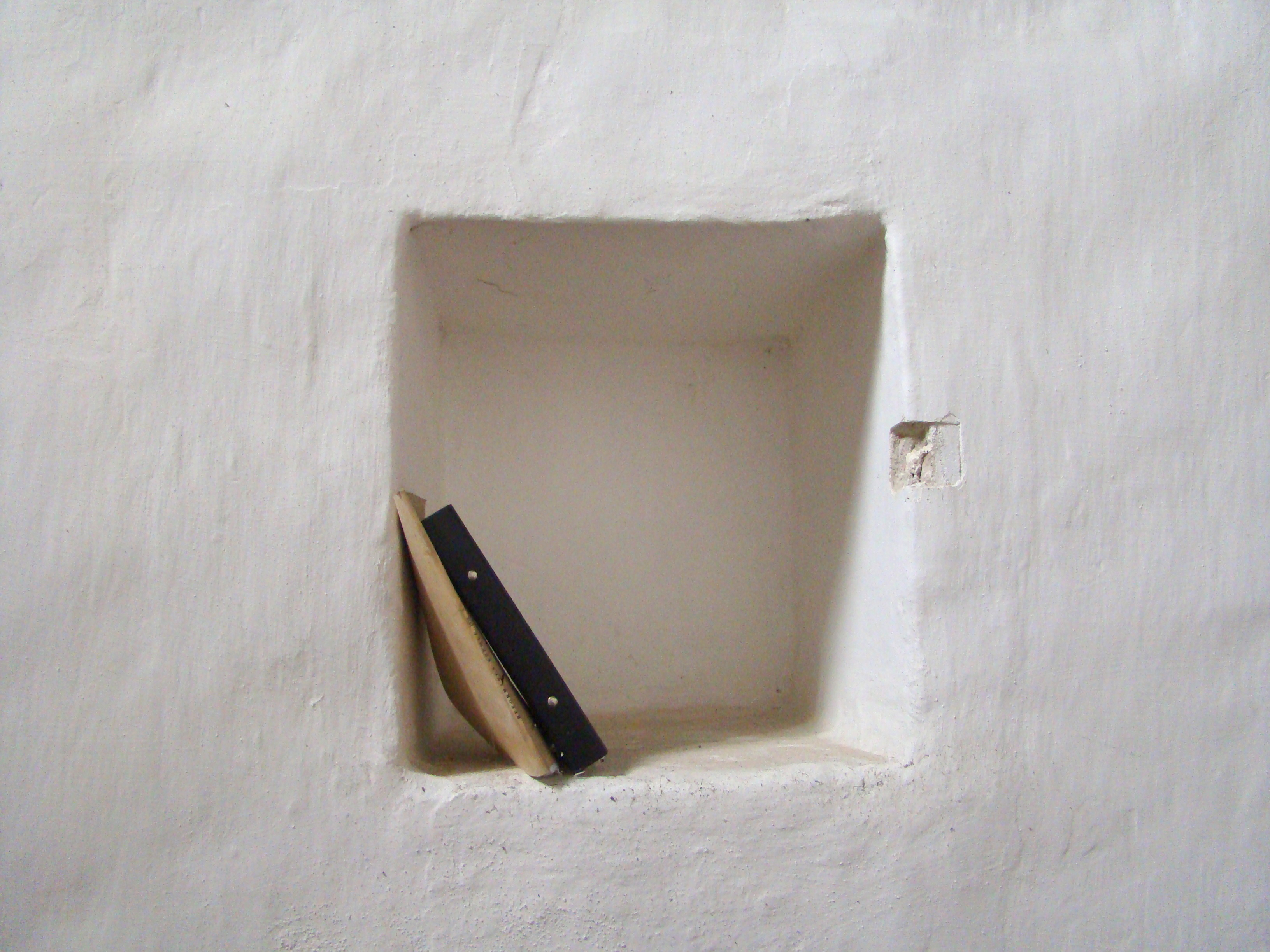
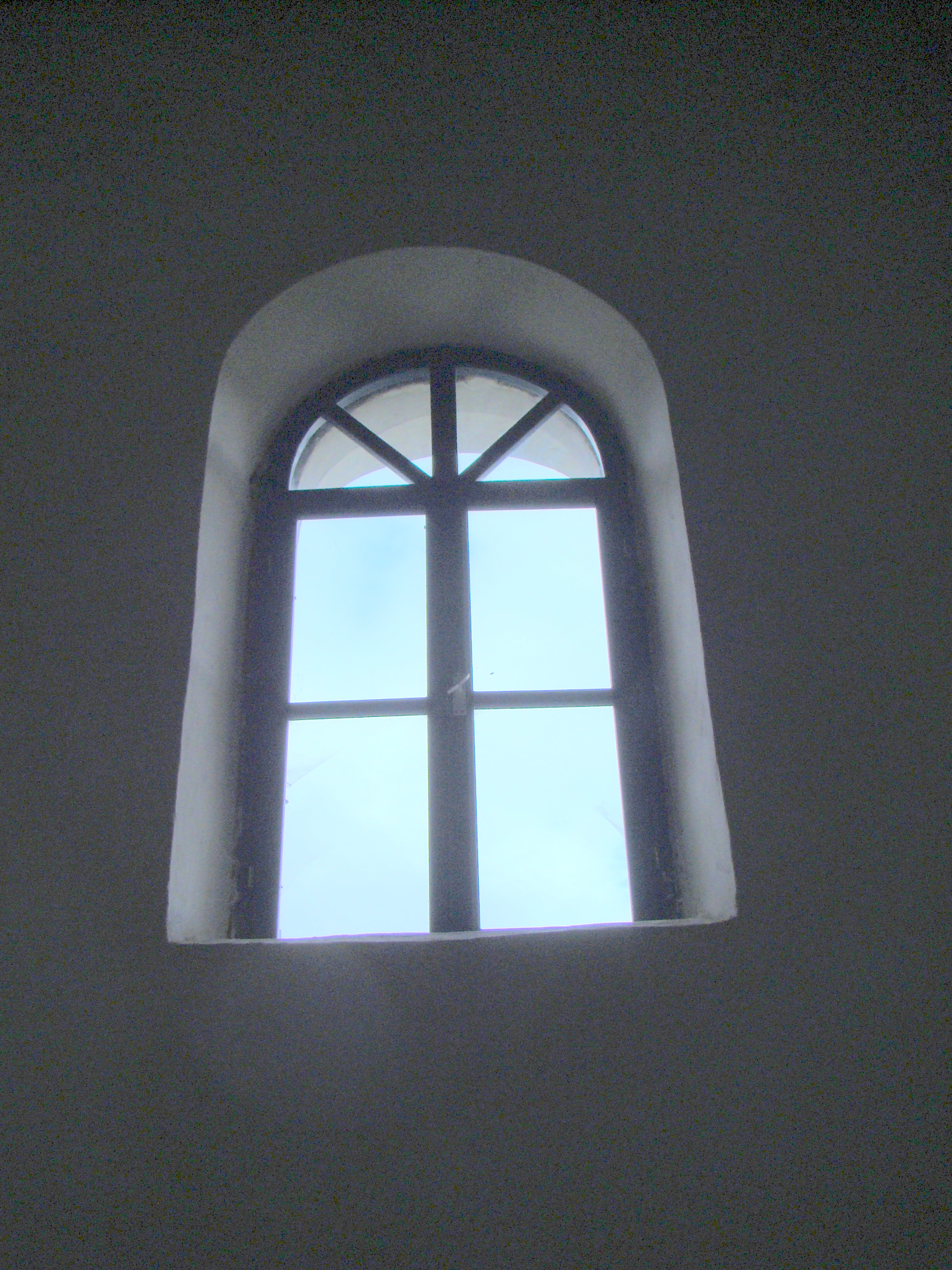
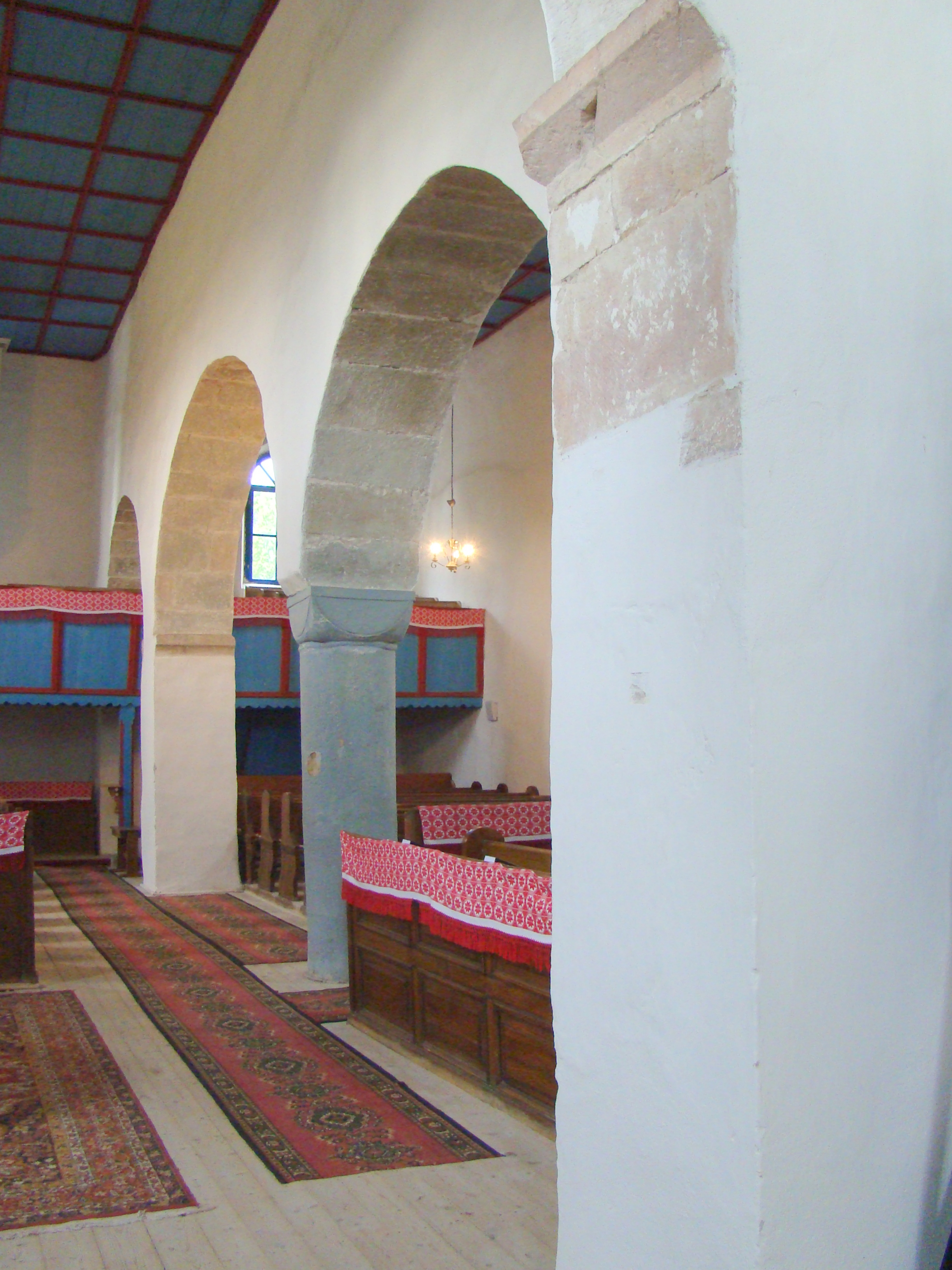
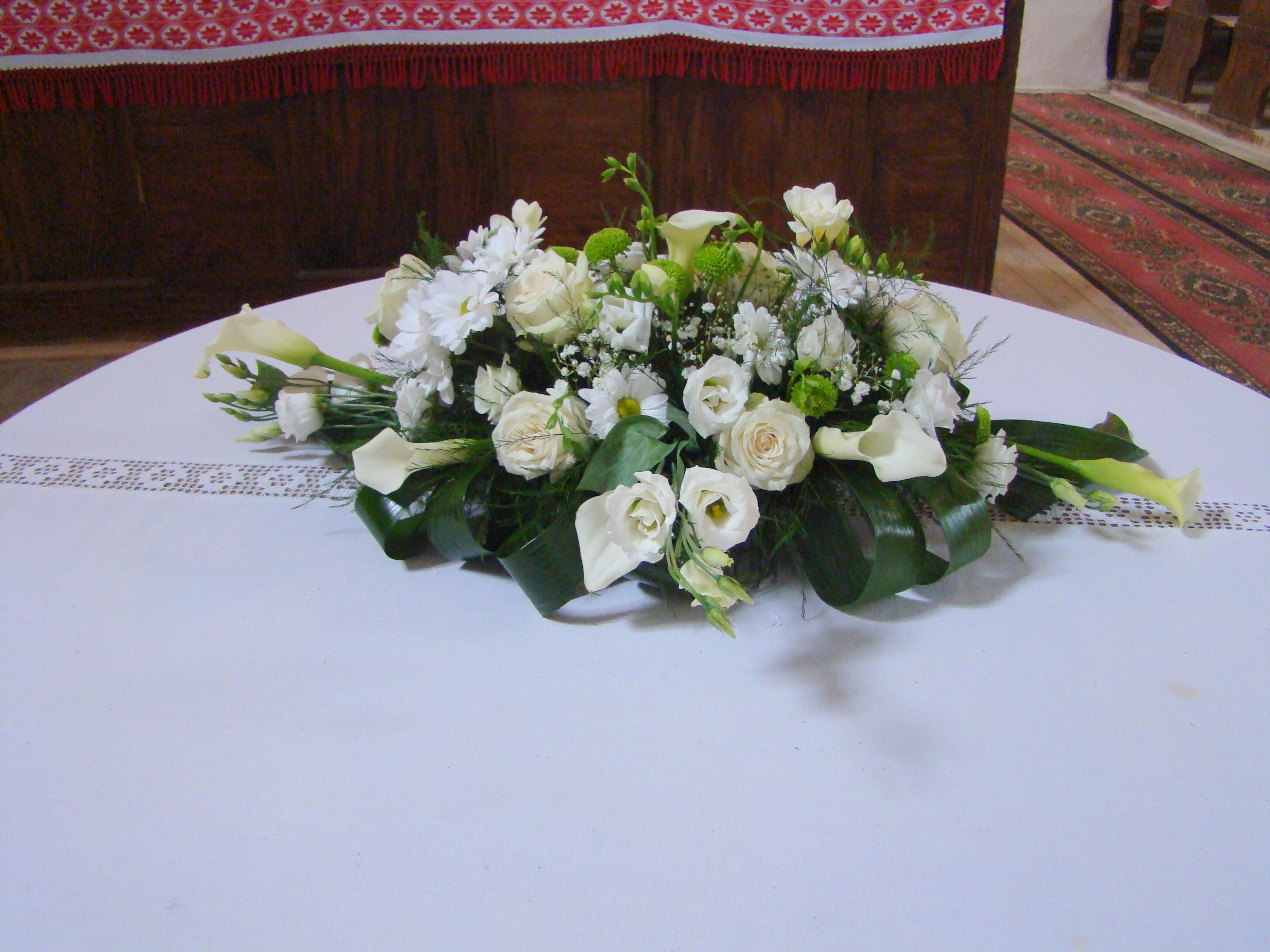
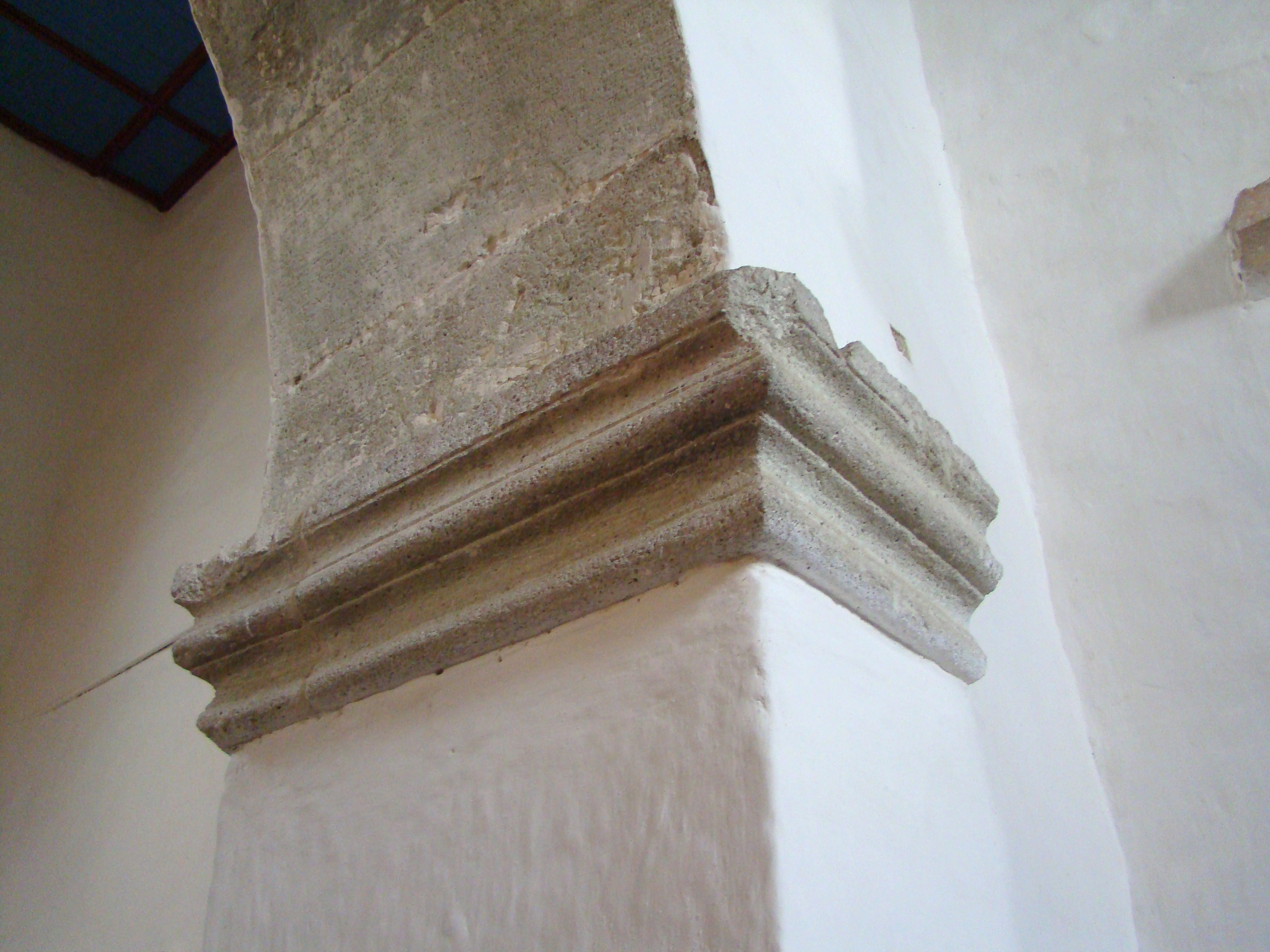
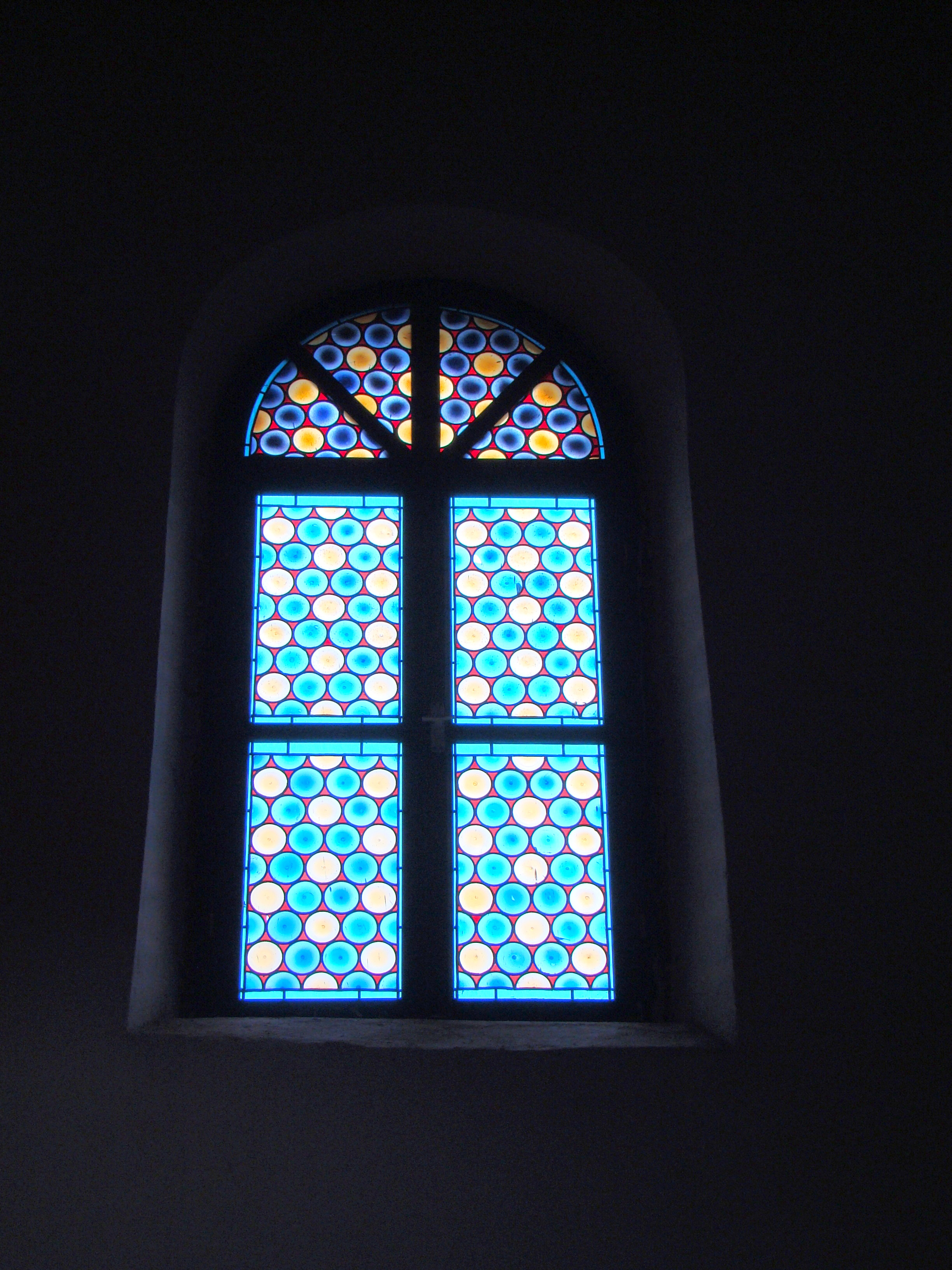
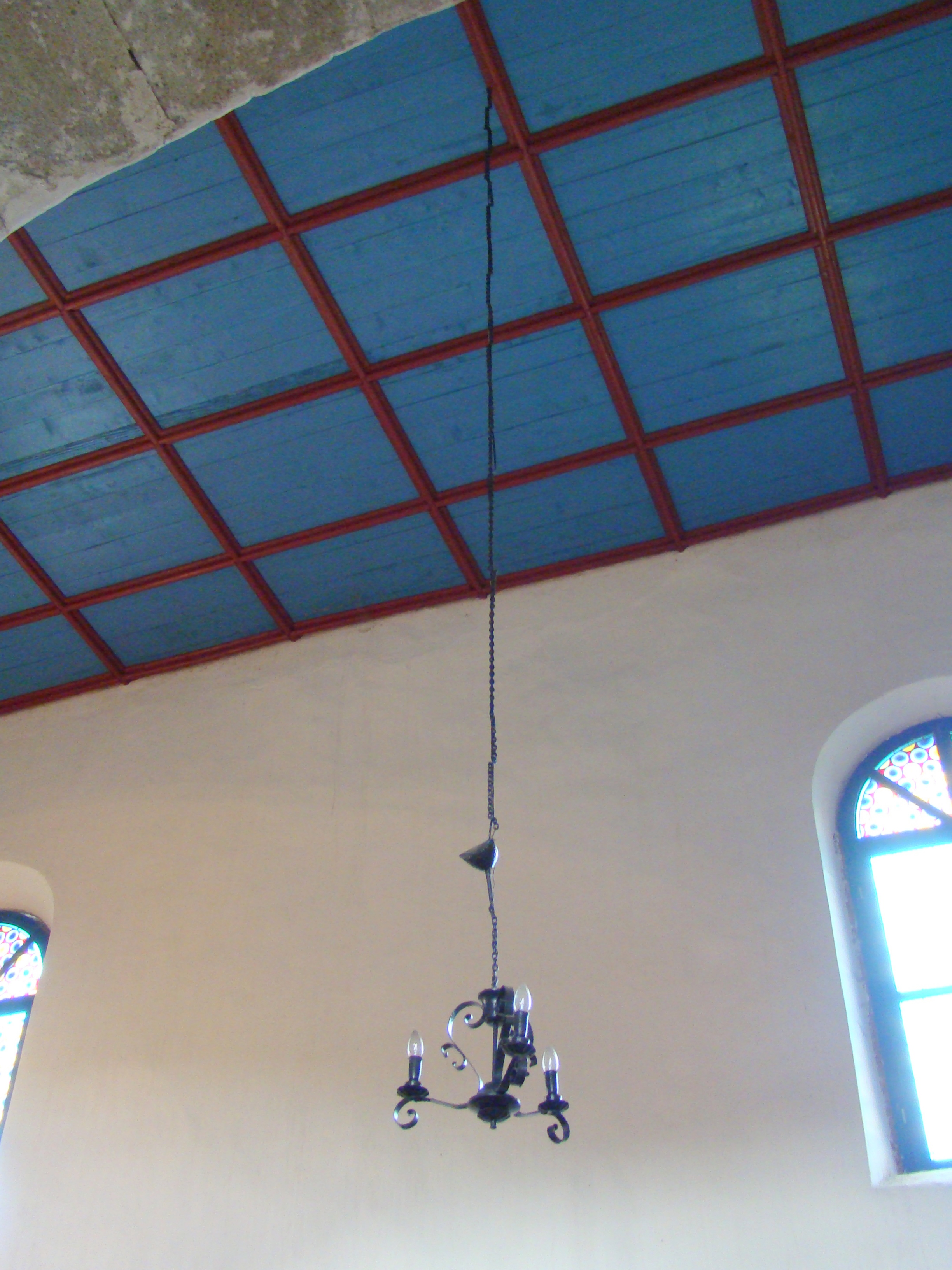
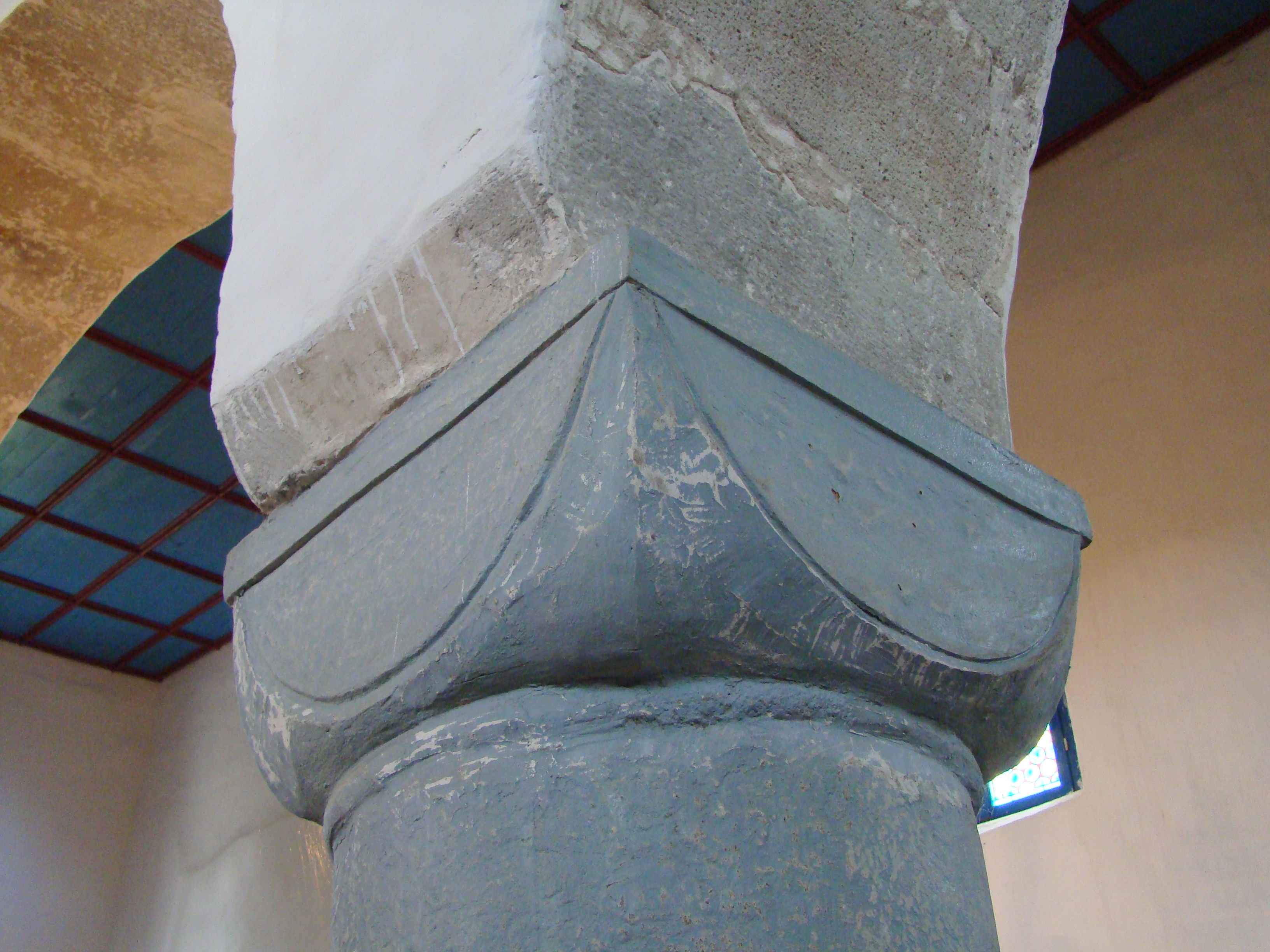
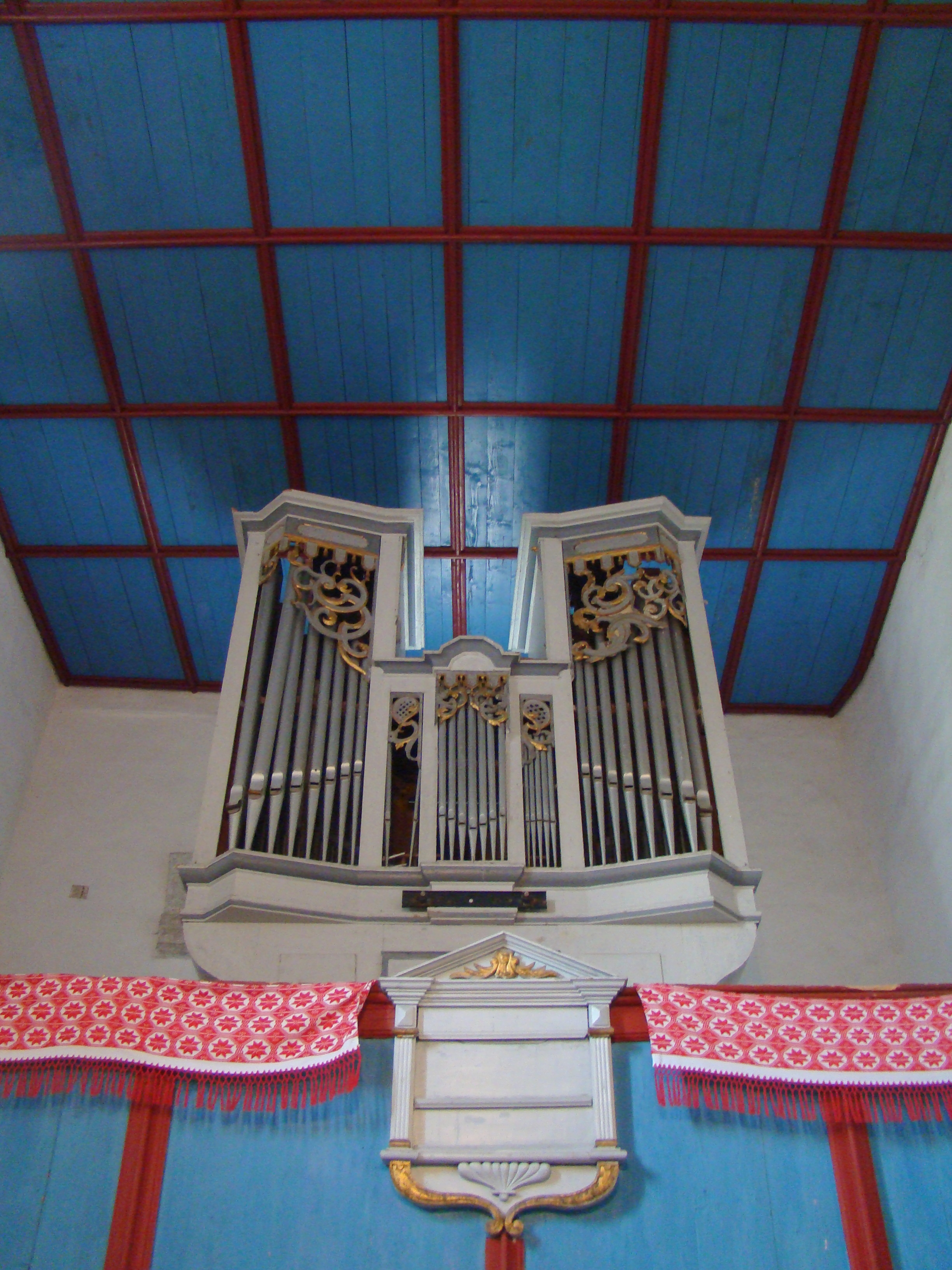
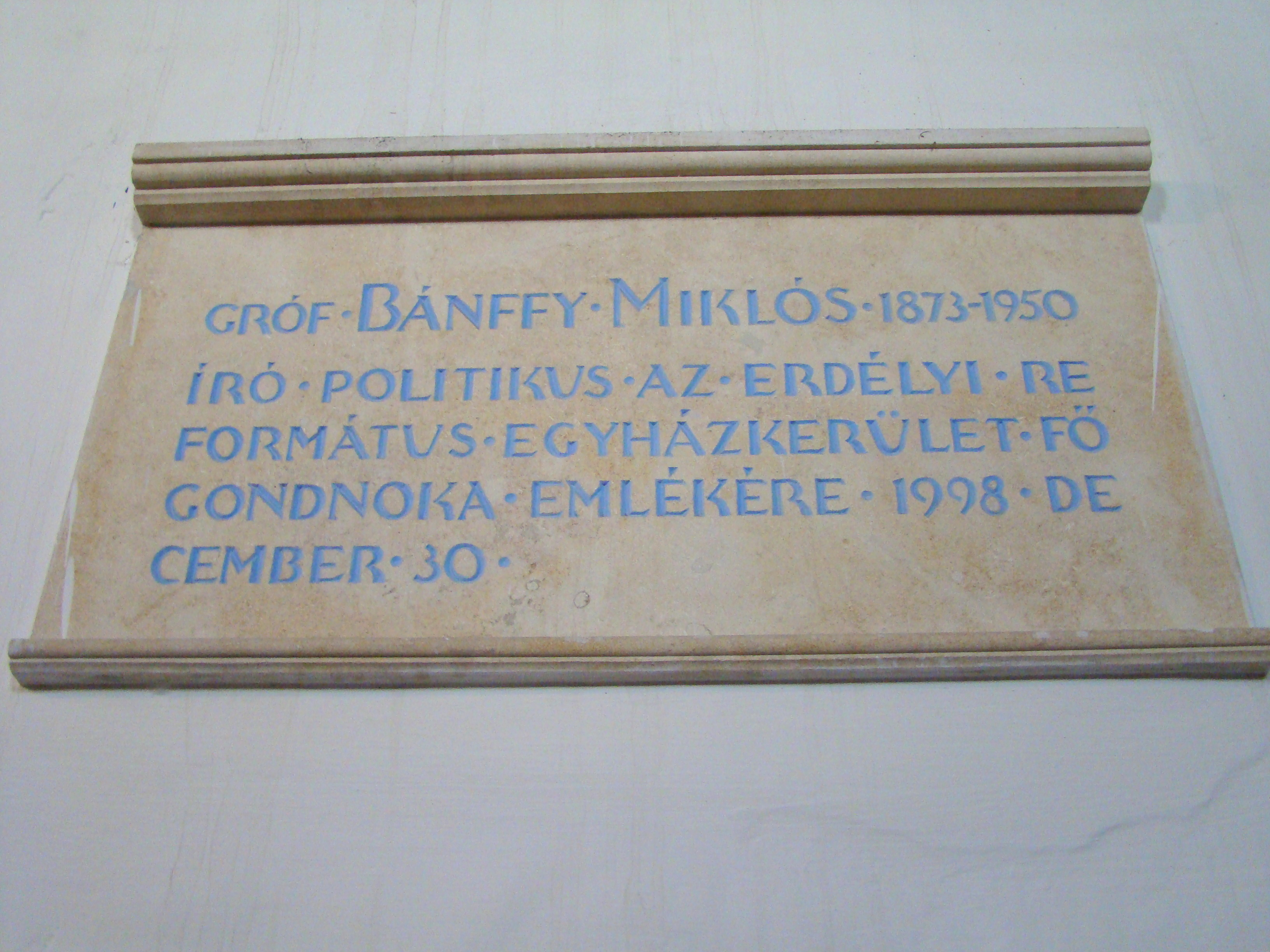
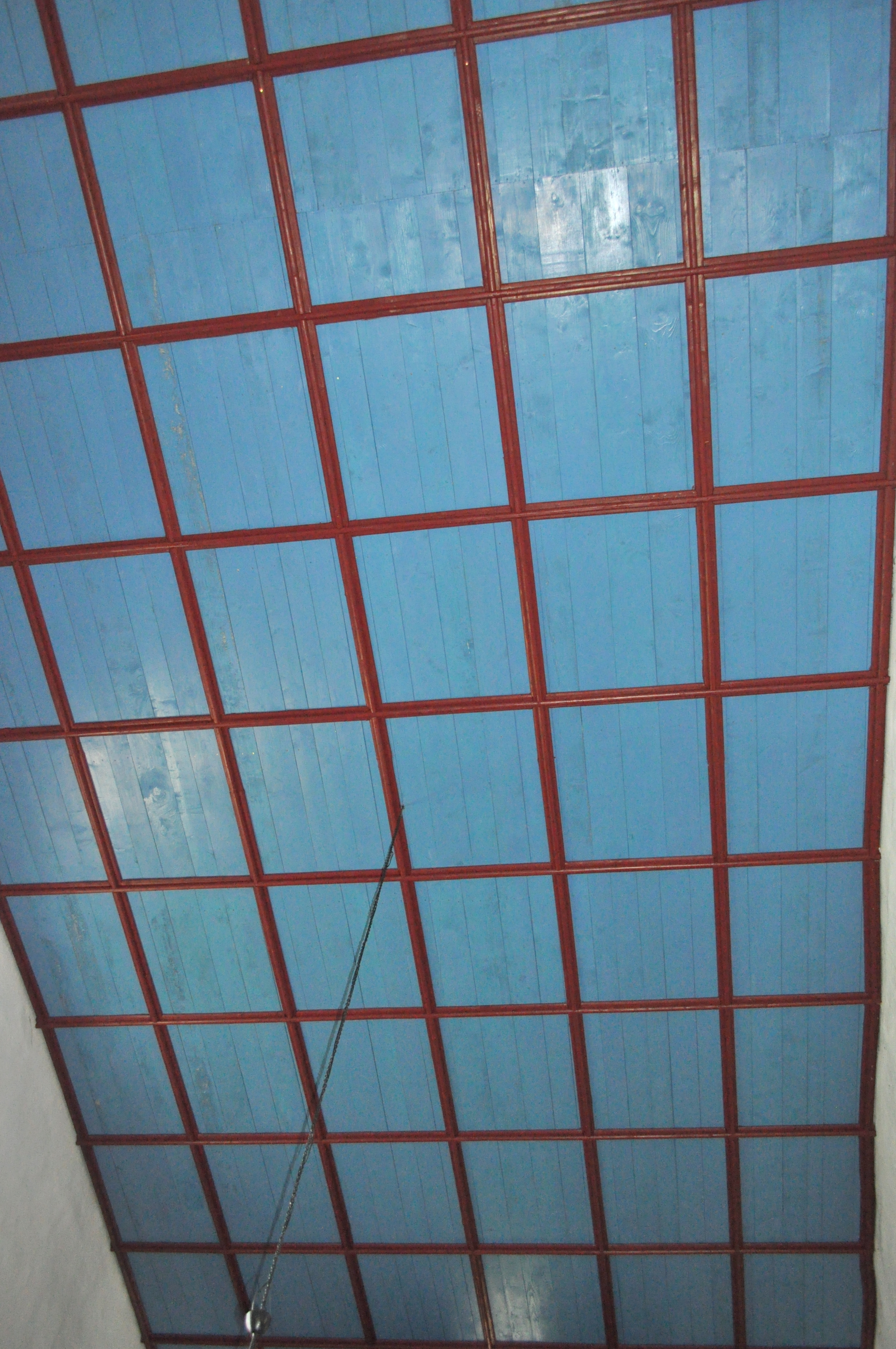
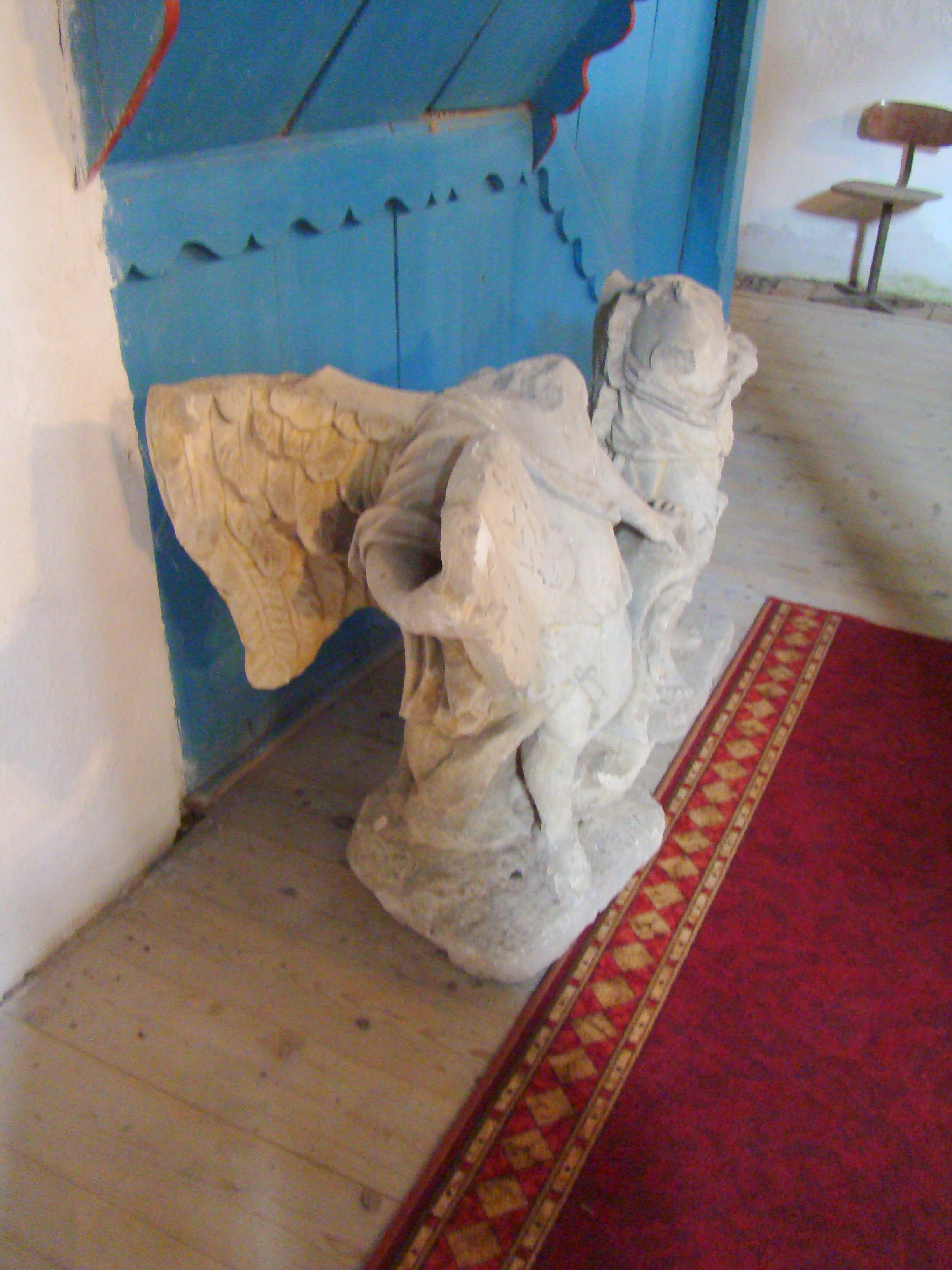